# Ньюкасл Юнайтед
«Ньюка́сл Юна́йтед» (полное название — Футбольный клуб «Ньюкасл Юнайтед», англ. Newcastle United Football Club; английское произношение: ['njuːkɑːsəl ju:ˈnaɪtɪd 'futbɔ:l klʌb]) — английский профессиональный футбольный клуб из города Ньюкасл-апон-Тайн на северо-востоке Англии. Выступает в Премьер-лиге.
Клуб был основан в 1892 году в результате объединения двух футбольных клубов — «Ньюкасл Ист-Энд» и «Ньюкасл Вест-Энд». «Ньюкасл Юнайтед» — 4-кратный победитель чемпионата Англии, 6-кратный обладатель Кубка Англии, победитель Кубка лиги, победитель Кубка ярмарок и Кубка Интертото. Выигранный в 2025 году Кубок лиги стал первым большим трофеем с 1969 года. По состоянию на конец сезона 2024/25 годов занимает 9-е место среди самых титулованных клубов Англии.
Домашний стадион клуба «Ньюкасл Юнайтед» — «Сент-Джеймс Парк», был открыт в 1880 году. Входит в число крупнейших футбольных стадионов в Англии и вмещает более 52 тысяч зрителей. Клуб выступает на стадионе с 1892 года.
Главным тренером команды с ноября 2021 года является Эдди Хау. Капитан клуба — Бруно Гимарайнс.
Принципиальными для «Ньюкасл Юнайтед» являются матчи с «Сандерлендом». Эти матчи известны в Англии под названием «Тайн-Уирское дерби»; первый матч между этими командами состоялся в 1898 году. Также принципиальными соперниками являются «Мидлсбро» — это матчи «Тайн-Тисского дерби».

## История

### Создание клуба: 1881—1893
В ноябре 1881 года крикетный клуб «Стэнли» в Южном Бикере (англ. Stanley Cricket Club of South Byker) решил основать свой футбольный клуб. Это было сделано, чтобы играть в зимний период, когда заканчивался крикетный сезон.
В первом же матче против команды из административного района Элсвик была одержана победа 5:0. А уже год спустя, в октябре 1882, коллектив изменил своё название на ФК «Ист-Энд» — во избежание путаницы с крикетным клубом в городе Стэнли. Вскоре после этого, ещё одна команда из Бикера, «Роузвуд», объединилась с «Ист-Эндом». В то же самое время интерес к футболу начал проявлять другой крикетный клуб из Ньюкасла. Это привело к основанию в августе 1882 года ФК «Вест-Энд». Свои первые матчи он проводил на поле для игры в крикет, однако позже переехал на «Сент-Джеймс Парк».
Очень быстро «Вест-Энд» стал главным клубом города. Их оппоненты не хотели держаться в тени, и в межсезонье 1888/89 пригласили на пост главного тренера Тома Уотсона. Он подписал несколько значимых контрактов (в особенности с игроками из Шотландии), и дела «Ист-Энда» улучшились — в отличие от соперника.
В 1889 году начались региональные соревнования первой лиги; стал вызывать интерес и национальный кубок. В связи с этим амбициозный «Ист-Энд» пошёл на значимый для местного футбола шаг: в 1889 году клуб получил профессиональный статус. Более того, годом позже «Ист-Энд» был объявлен товариществом с уставным капиталов в £10.000 и стоимостью векселя в 10 шиллингов.
Вместе с тем сезон 1892 года стал для противников из «Вест-Энда» самым провальным с момента основания. Результаты были как никогда низкими, а пять принципиальных поражений «Ист-Энду» только усугубили положение. В итоге совет директоров постановил, что клуб необходимо ликвидировать. На деле это привело к переходу некоторых игроков и части персонала в стан «Ист-Энда». Также в аренду был взят «Сент-Джеймс Парк».
В декабре 1892 было решено переименовать клуб. В ходе открытого заседания прозвучали такие названия, как «Ньюкасл Рейнджерс» и «Ньюкасл Сити», однако окончательным вариантом стал «Ньюкасл Юнайтед». 22 декабря Футбольная ассоциация одобрила это название, но узаконено оно было лишь 6 сентября 1895 — в день учреждения общества с ограниченной ответственностью «Футбольный клуб Ньюкасл Юнайтед Компани» (англ. Newcastle United Football Club Co. Ltd.).

### Эра первых успехов: 1893—1914

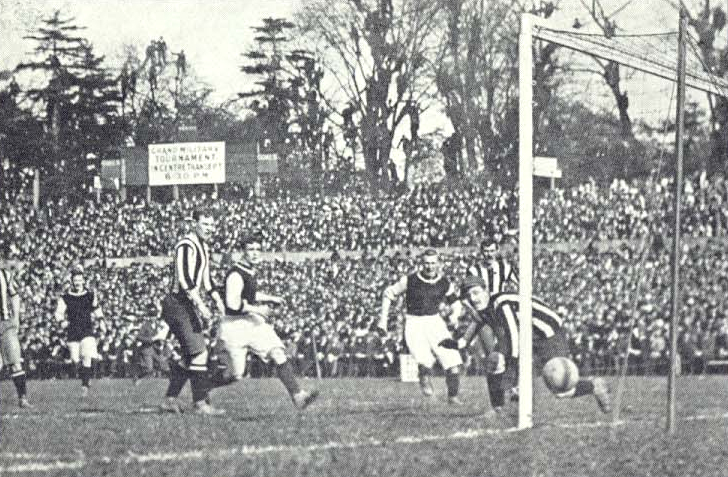
«Ньюкасл» против «Астон Виллы» в финале Кубка Англии 1905 года

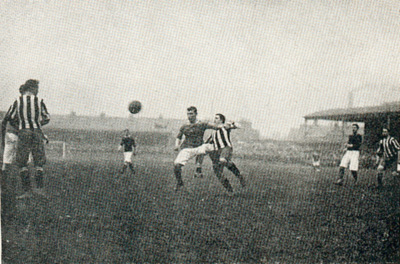
Игроки «Ньюкасла» борются за мяч с игроками «Вулидж Арсенал». Апрель 1906

До того, как к клубу пришли первые успехи и он стал «флагманом» английского футбола, «Ньюкасл» пережил несколько тяжёлых лет. Виной этому было отсутствие надлежащей поддержки и достаточного количества денежных средств. Однако совет директоров нашёл выход из этого положения, и клуб выжил, вслед за чем пришли победы.
«Ньюкасл» трижды выигрывал высший дивизион чемпионата Англии за первое десятилетие XX века: в сезонах 1904/05, 1906/07 и 1908/09. Клубные успехи продолжились в кубковых соревнованиях: «Чёрно-белые» 5 раз достигали финала Кубка Англии за семь лет — в сезонах 1904/05, 1905/06, 1907/08, 1909/10 и 1910/11. Однако выиграть удалось только один раз: в 1910 году в ходе переигровки на стадионе «Гудисон Парк» был повержен «Барнсли» (2:0; первый матч на ст. «Кристал Пэлас» завершился ничьей 1:1).
Вместе с тем «Сороки» потерпели в этот период одно из худших поражений в своей истории. Так, в сезоне 1908/09 они были обыграны со счётом 9:1 своим заклятым врагом «Сандерлендом» (для «Котов» этот результат по-прежнему считается самой крупной победой).
Триумф этих лет во многом предопределила трансферная политика клуба. С такими игроками, как Колин Вейтч, Джон Резерфорд, Джимми Лоуренс, Альберт Шепард, «Ньюкасл» стал клубом международных талантов. Благодаря их усилиям фанаты «Джорди» десять лет наблюдали за тем, как соперник пытается сместить «Ньюкасл» с пьедестала. Более того, тот футбол, который показывали «Сороки», стал вехой в развитии самой игры — это был позиционный футбол, преподносимый в развлекательной, воодушевляющей форме.

### На пути к забвению (1989—1992)
«Ньюкасл Юнайтед» был близок к возвращению в топ-лигу уже в следующем сезоне, но из-за непостоянства в результатах остановился в шаге от «зоны перехода», а затем уступил в плей-офф врагам — «Сандерленду». Битва за правление клубом только усиливалась, что оказывало негативное влияние в первую очередь на результат: Смит заканчивает новый чемпионат только в середине таблицы и получает расчёт. Его заменяет Освальдо Ардилес, чья популярность, возможно, и соперничала с самим Джоном Харви, но руководство было гораздо более удручающим. За два года «Сороки» последовательно опустились на дно второго дивизиона, и в 1992-м у «Ньюкасла» вновь сменился рулевой. В ситуации, когда клуб находился в шаге от катастрофы, ему нужен был настоящий спаситель. И «Сороки» получили сразу двух — в лице нового владельца сэра Джона Холла и тренера Кевина Кигана.

### Революция Кевина Кигана: 1992—1997

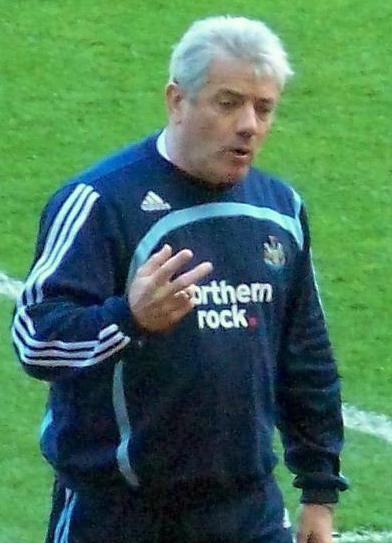
Великий футболист и не менее великий тренер — Кевин Киган

Кевин Киган стал главным тренером «Юнайтед» 5 февраля 1992, и, по признанию англичанина, это была единственная работа, которая могла вернуть его в футбол. Кигану, как и сэру Холлу предстояло совершить чудо, чтобы, с одной стороны, «Сороки» не погрузились в третий дивизион, а с другой — чтобы их не постигло надвигающееся банкротство.
Повторное появление Кигана в «Ньюкасле» также захватило Тайнсайд, и взволнованные болельщики начали заполнять «Сент-Джеймс Парк». Судьба «Чёрно-белых» решалась в последних матчах сезона. Нужно было выиграть две игры: дома с «Портсмутом» и на выезде с «Лестер Сити», — и «Сороки» сделали это, закончив чемпионат двумя строчками выше зоны вылета. А Холл и Киган поставили перед собой новую задачу — возвращение в элиту английского футбола.
Структура клубных финансов была преобразована, тогда как «Сент-Джеймс Парк» превращён в один из лучших европейских стадионов, чья вместимость возросла до 36 620 мест. Когда в августе 1992-го «Ньюкасл» вышел на первую игру нового сезона, он был заполнен до отказа. И вопреки ожиданиям общественности, команда заиграла, одержав на старте одиннадцать побед кряду. Состав клуба начали пополнять новые игроки, которые стали по-настоящему грозной силой. Так, в помощь к Дэвиду Келли из «Бристоль Сити» был приобретён Энди Коул, забивший впоследствии 12 мячей в 12 первых матчах. Линию полузащиты укрепил Роберт Ли, тогда как в обороне появился Брайан Килклайн — Киган скажет, что это был самый важный из сделанных им трансферов (во многом именно игра Килклайна помогла «Ньюкаслу» не вылететь из второго дивизиона). В итоге «Джорди» заняли уверенное первое место, подчас сметая соперников со своего пути (например, тот же «Лестер» был обыгран 7:1). Слава грозного противника осталась за «Ньюкаслом» и в высшей лиге, где команда поднялась на третью строчку и впервые с 70-х годов квалифицировавшись в еврокубки. «Сороки» продолжали демонстрировать атакующий, дерзкий футбол. Частые огрехи защиты не имели значения: «Джорди» почти всегда забивали больше, чем пропускали. «Ньюкасл» выиграл шесть матчей подряд в дебюте нового первенства и имел все шансы на чемпионство. Но вскоре Киган решается на продажу Энди Коула в «Манчестер Юнайтед», что не только ослабило нападение и состав в целом, но и привело к закономерной конфронтации тренера с болельщиками. Так или иначе, но на этот раз команда завершила первенство лишь шестой (и вылетела из Кубка УЕФА уже во втором раунде).
Благодаря миллионным вложениям сэра Холла, команда заметно укрепилась в межсезонье, став по-настоящему интернациональной. К бельгийцу Филиппу Альберу, который пришёл годом ранее, присоединились Давид Жинола и колумбийский форвард Фаустино Асприлья. Также «Ньюкасл» усилили англичане Лес Фердинанд, Уоррен Бартон и Питер Бирдсли, вернувшийся в стан «Чёрно-белых» спустя целых десять лет.
По всем раскладам новый чемпионат должен был стать триумфальным для «Сорок». Они лидировали к середине первенства, а отрыв от ближайшего конкурента составлял 12 очков. Но всего за два месяца — с января по март — это преимущество сократилось до одного очка, вслед за чем «Ньюкасл» опустился на вторую строчку в таблице. Перед последним туром он отставал от лидера, «Манчестер Юнайтед», уже на два очка, и для победы «Чёрно-белые» должны были выигрывать собственный матч и надеяться на поражение «Манкунианцев». Но футбольного чуда не произошло — команда упустила самый верный шанс вернуть себе чемпионский титул. Причинами такого результата может быть и великолепная форма «Красных дьяволов», которую они набрали после Рождества; и слишком прямолинейная установка «Ньюкасла» на атакующий футбол вместе с непредсказуемой игрой в атаке Фаустино Асприльи. Но главное — это всё же ошибки обороны и проигрыши аутсайдерам турнирной таблицы. Летом 1996-го Киган взял символический реванш у сэра Фергюссона, когда опередил его в борьбе за нападающего «Блэкберн Роверс» Алана Ширера. Сумма сделки составила рекордные £16 миллионов, но эти деньги стоили того, чтобы вернуть футболиста в родной для него Тайнсайд. Кевин Киган был горд своим достижением: «Годами мы позволяли местным талантам уезжать. И теперь мы впервые кого-то возвращаем… Думаю, лучшего из всех». Тысячи болельщиков пришли поддержать его в матче за Суперкубок Англии против «Манчестер Юнайтед», который открывал сезон 1996/97. Тогда «Ньюкасл» проиграл 0:4, но уже через два месяца ответил на это убедительной победой в матче Премьер-лиги — 5:0. Это было завершением тех «игр разума», которые устроили между собой два тренера.
В 1996 году команда становится заложницей скандала, когда два члена правления (Дуглас Холл, сын сэра Холла, и Фредди Шеппард) делают ряд провокационных высказываний в прессе. В частности, они высмеяли Алана Ширера, назвали поклонников «Ньюкасла» «глупцами» за то, что они любят носить дорогие клубные футболки, а также оскорбили жителей самого Тайнсайда. Тем не менее, это не помешало Шеппарду стать председателем правления уже на следующий год.
Между тем 7 января 1997 года Кевин Киган заявил о своём уходе с поста главного тренера «Ньюкасл Юнайтед». С одной стороны, это выглядело как неожиданность, ведь всего несколько дней назад «Сороки» разгромили «Тоттенхэм Хотспур» 7:1. Однако большинство ожидало подобного решения ещё после прошлого сезона, и прощальные слова Кигана не стали для них откровением.

Это было моё и только моё решение уйти в отставку. Я чувствую, что продвинул клуб, насколько мог, далеко и что для всех, кого это касается, будет лучше, если я уйду сейчас. Желаю клубу и всем, кто с ним связан, всего наилучшего в будущем.
Оригинальный текст (англ.)It was my decision and my decision alone to resign. I feel I have taken the club as far as I can, and that it would be in the best interests of all concerned if I resigned now. I wish the club and everyone concerned with it all the best for the future.
— «Великий Кев», как прозвали Кигана благодарные фанаты.
В любом случае даже после ухода Кигана у команды оставались хорошие шансы на чемпионство сезона 1996/97.

### История «Ньюкасл Юнайтед» (1997—2007)

#### Кенни Далглиш и Руд Гуллит
На посту главного тренера Кигана сменил Кенни Далглиш, бывший игрок «Ливерпуля» и одна из его легенд. Он должен был навести порядок в оборонительных рядах «Сорок». Но команде не удалось завоевать чемпионство — она вновь финишировала второй, только на этот раз отрыв от лидера был весомее: 7 очков. В межсезонье «Ньюкасл» покинули Давид Жинола и Лес Фердинанд, перешедшие в «Тоттенхэм Хотспур». К тому же Алан Ширер сломал лодыжку в одном из предсезонных товарищеских матчей, и это вывело его из строя на полгода. Решая кадровые проблемы, Далглиш подписывает голкипера Шея Гивена, грузинского полузащитника Темури Кецбая и нападающего Джона Барнса. Покупка ещё одного форварда, 36-летнего Иана Раша, становится неожиданностью трансферного рынка, а сам футболист — одним из наиболее возрастных приобретений клуба. «Ньюкасл» успешно квалифицировался в групповой этап Лиги чемпионов, но не смог выйти из группы, заняв лишь третье место, тем самым прекратив своё выступление в Европе. На фоне проигранных матчей выделяется победа над «Барселоной» (3:2), которую принёс хет-трик Фаустино Асприльи. В январе колумбиец тем не менее покинет «Сорок». Вернувшийся в основу, Ширер, так и не смог набрать форму, которую он демонстрировал при Кигане, — нападение оказалось обескровленным, что стало одной из причин неубедительного выступления в Премьер-лиге. В довершение всего «Ньюкасл» уступает в финале Кубка Англии «Арсеналу» (0:2) и лишается последней надежды на обретение какого-либо трофея. Осторожный стиль игры, который привнёс Далглиш, оказался непопулярным в сравнении с предыдущим, более атакующим и непредсказуемым. Но что важнее, этот стиль не давал результатов. Многие игроки, приобретённые Далглишем, так и не стали равноценной заменой тем, кого клуб потерял в межсезонье. И хотя вскоре «Ньюкасл» усилили Кирон Дайер, Нолберто Солано и Гэри Спид, несколько неудачных сделок вкупе с неубедительным стартом нового сезона привели к отставке Далглиша.
Рууд Гуллит, выигравший до этого с «Челси» Кубок Англии, пришёл на смену Далглишу и должен был вернуть в «Ньюкасл» яркий, атакующий футбол. Команда вновь начала многообещающе и дошла до финала национального кубка. Однако и в этом году «Сороки» потерпели поражение — те же 0:2 в игре против «Манчестер Юнайтед». Более того, как и предшественник, Гуллит совершил ряд ошибок при покупке новых игроков (особенно это касается испанского защитника Марселиньо и хорватского форварда Силвио Марича). Но что более важно, он вступил в конфронтацию с некоторыми лидерами, включая Алана Ширера и капитана Роба Ли, который был сердцем команды в течение долгих лет и даже не получил клубного номера. В довершение всего «Ньюкасл» потерпел поражение от своего врага — «Сандерленда» (1:2). Тем не менее, Гуллит сохранил пост, но как только начался новый сезон и последовали те же неубедительные результаты, он всё же был отправлен в отставку.

#### Европейская кампания Бобби Робсона (1999—2004)

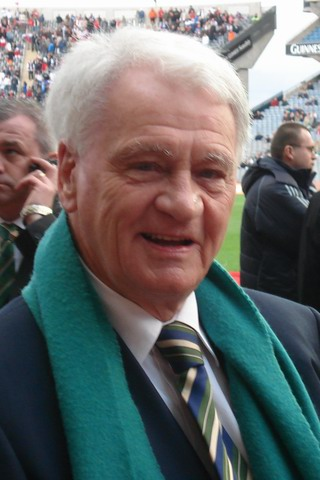
Сэр Бобби Робсон

1. Сэр Бобби Робсон (57%) 
 2. Кевин Киган (30%) 
 3. Джо Харви (9%)
На смену Рууду Гуллиту пришёл один из наиболее опытных британских тренеров, бывший наставник сборной Англии и настоящий «Джорди» сэр Бобби Робсон. Его первой обязанностью, немыслимой ещё несколько лет назад, было удержать «Сорок» от вылета из Премьер-лиги. И эта задача была выполнена благодаря элегантному атакующему футболу и возвращению в состав Ширера и Ли.
Первые два сезона под руководством Робсона, «Ньюкасл» финишировал в нижней части таблицы. Но в то же время была создана впечатляющая молодая команда, которая в 2001 году дошла до финала Кубка Интертото и уступила французскому «Труа» лишь из-за большего числа мячей, пропущенных дома. Такие игроки, как Кирон Дайер, Крейг Беллами и Лоран Робер доказали своей игрой, что «Ньюкаслу» по силам вернуться в элиту английского футбола. И уже в следующем сезоне 2001/02 годов он занимает четвёртое место в чемпионате, что, по изменённым правилам квалификации в еврокубки, позволяет участвовать в Лиге чемпионов.
«Ньюкасл» успешно проходит отборочную стадию турнира, но проигрывает три первых матча в своей группе. Но вслед за этим «Джорди» показали свой характер и сначала одолели у себя дома «Ювентус» (1:0) и «Динамо» Киев (2:1), а затем на выезде — «Фейеноорд» (3:2). Победный мяч в игре с голландцами был забит Крейгом Беллами на второй добавленной минуте. Таким образом, «Ньюкаслу» удалось квалифицироваться во второй групповой раунд, где его соперниками стали «Интернационале», «Барселона» и «Байер 04». «Сороки» вновь начали с поражения — 1:4 от «нерадзурри», а Крейг Беллами был удалён уже на пятой минуте за фол против Марко Матерации. Решением дисциплинарной комиссии УЕФА валлиец получил трёхматчевую дисквалификацию. Более того на два матча за похожее нарушение был дисквалифицирован ещё и Алан Ширер. В отсутствие лидеров атаки «Ньюкасл» проигрывает следующий матч «Барселоне» (1:3). Ширер возвращается в четвёртой игре и сразу же делает хет-трик, принеся «Чёрно-белым» победу над «Байером» — 3:1. Далее следует прекрасное выступление на «Сан-Сиро», которое, тем не менее, заканчивается всего лишь ничьей 2:2. И, наконец, новое поражение от каталонцев (0:2), ставящее крест на всех надеждах «Джорди». В результате «Ньюкасл» занимает предпоследнее место и вылетает из розыгрыша Лиги чемпионов УЕФА.
Третий квалификационный раунд
| Железничар | 0:1 | Ньюкасл Юнайтед |
| ---------- | --- | --------------- |
|            |     | Дайер 55′       |

| Ньюкасл Юнайтед                                          | 4:0 | Железничар |
| -------------------------------------------------------- | --- | ---------- |
| Дайер 28′ · Луа-Луа 37′ · Угу Виана 74′ · Алан Ширер 80′ |     |            |

Первый групповой этап (группа E)
| М | Команда         | И | В | Н | П | Мячи   | ±  | О  |
| - | --------------- | - | - | - | - | ------ | -- | -- |
| 1 | Ювентус         | 6 | 4 | 1 | 1 | 12 − 3 | +9 | 13 |
| 2 | Ньюкасл Юнайтед | 6 | 3 | 0 | 3 | 6 − 8  | −2 | 9  |
| 3 | Динамо Киев     | 6 | 2 | 1 | 3 | 6 − 9  | −3 | 7  |
| 4 | Фейеноорд       | 6 | 1 | 2 | 3 | 6 − 8  | −2 | 5  |

И — игры, В — выигрыши, Н — ничьи, П — проигрыши, Мячи — забитые и пропущенные голы, ± — разница голов, О — очки

| Динамо Киев               | 2:0 | Ньюкасл Юнайтед |
| ------------------------- | --- | --------------- |
| Шацких 17′ · Хацкевич 62′ |     |                 |

| Ньюкасл Юнайтед    | 0:1 | Фейеноорд |
| ------------------ | --- | --------- |
| Себастьян Пардо 4′ |     |           |

| Ювентус             | 2:0 | Ньюкасл Юнайтед |
| ------------------- | --- | --------------- |
| Дель Пьеро 66′, 71′ |     |                 |

| Ньюкасл Юнайтед | 1:0 | Ювентус |
| --------------- | --- | ------- |
| Гриффин 62′     |     |         |

| Ньюкасл Юнайтед             | 2:1 | Динамо Киев |
| --------------------------- | --- | ----------- |
| Спид 58′ · Ширер 69′ (пен.) |     | Шацких 47′  |

| Фейеноорд                  | 2:3 | Ньюкасл Юнайтед                      |
| -------------------------- | --- | ------------------------------------ |
| Бомбарда 65′ · Лурлинг 71′ |     | Беллами 45+1′, 90+1′ · Угу Виана 49′ |

Второй групповой этап (группа А)
| М | Команда         | И | В | Н | П | Мячи    | ±   | О  |
| - | --------------- | - | - | - | - | ------- | --- | -- |
| 1 | Барселона       | 6 | 5 | 1 | 0 | 12 − 2  | +10 | 16 |
| 2 | Интернационале  | 6 | 3 | 2 | 1 | 11 − 8  | +3  | 11 |
| 3 | Ньюкасл Юнайтед | 6 | 2 | 1 | 3 | 10 − 13 | −3  | 7  |
| 4 | Байер 04        | 6 | 0 | 0 | 6 | 5 − 15  | −10 | 0  |

И — игры, В — выигрыши, Н — ничьи, П — проигрыши, Мячи — забитые и пропущенные голы, ± — разница голов, О — очки

| Ньюкасл Юнайтед | 1:4 | Интернационале                                        |
| --------------- | --- | ----------------------------------------------------- |
| Солано 72′      |     | Морфео 2′ · М. Альмейда 35′ · Креспо 45′ · Рекоба 81′ |

| Барселона                                 | 3:1 | Ньюкасл Юнайтед |
| ----------------------------------------- | --- | --------------- |
| Дани Гарсия 7′ · Клюйверт 34′ · Мотта 58′ |     | Амеоби 24′      |

| Байер-04   | 1:3 | Ньюкасл Юнайтед               |
| ---------- | --- | ----------------------------- |
| Франса 26′ |     | Амеоби 15′, 16′ · Луа-Луа 32′ |

| Ньюкасл Юнайтед           | 3:1 | Байер-04  |
| ------------------------- | --- | --------- |
| Ширер 5′, 11′, 36′ (пен.) |     | Бабич 73′ |

| Интернационале          | 2:2 | Ньюкасл Юнайтед |
| ----------------------- | --- | --------------- |
| Вьери 47′ · Кордоба 61′ |     | Ширер 42′, 49′  |

| Ньюкасл Юнайтед | 0:2 | Барселона                |
| --------------- | --- | ------------------------ |
|                 |     | Клюйверт 60′ · Мотта 75′ |

В то же время команда поднимается на третью строчку в чемпионате Англии и вновь гарантирует себе выступление в самом престижном клубном турнире Европы. Но кампания 2003/04 оказалась гораздо менее успешной: уже на стадии отбора «Ньюкасл» уступает «Партизану» и вылетает в Кубок УЕФА. Там «Сороки» дошли до полуфинала турнира, по пути одолев такие клубы как: НАК Бреда, «Базель», «Волеренга», «Мальорка» и ПСВ. Единственной преградой, которую не удалось преодолеть, стал «Олимпик Марсель» (0:2 по сумме двух матчей).
Третий квалификационный раунд Лиги чемпионов УЕФА

| Партизан | 0:1              | Ньюкасл Юнайтед |
| -------- | ---------------- | --------------- |
|          | Отчёт Статистика | Солано 39′      |

| Ньюкасл Юнайтед: Гивен, Гриффин, О’Брайен, Вудгейт, Бернар, Солано, (Дженас 84'), (Луа-Луа 106'), Дайер, Спид, Робер (Амеоби 65'), Ширер, Беллами. |

| Ньюкасл Юнайтед                                            | 0:1              | Партизан                                                                        |
| ---------------------------------------------------------- | ---------------- | ------------------------------------------------------------------------------- |
|                                                            | Отчёт Статистика |                                                                                 |
| Пенальти                                                   |                  |                                                                                 |
| Ширер · Дайер · Вудгейт · Амеоби · Луа-Луа · Дженас · Хьюз | 3:4              | Илиев 50′ · Мальбасса · Надь · Стояновски · Радакович · Илиев · Илич · Чиркович |

| Ньюкасл Юнайтед: Гивен, А. Хьюз, О’Брайен, Вудгейт, Бернар, Солано, (Луа-Луа 106'), Дайер, Спид (Дженас 90'), Угу Виана (Робер 85'), Ширер, Амеоби. |

Первый раунд Кубка УЕФА
| Ньюкасл Юнайтед                                         | 5:0        | НАК Бреда |
| ------------------------------------------------------- | ---------- | --------- |
| Беллами 31′, 37′ · Брамбл 59′ · Ширер 77′ · Эмброуз 89′ | Статистика |           |

| Ньюкасл Юнайтед: Гивен, О’Брайен, А. Хьюз, Брамбл, Бернар (Угу Виана 84'), Дженас, Дайер (Эмброуз 78'), Спид, Робер, Ширер, Беллами (Амеоби 83'). |

| НАК Бреда | 0:1        | Ньюкасл Юнайтед |
| --------- | ---------- | --------------- |
|           | Статистика | Робер 86′       |

| Ньюкасл Юнайтед: Харпер, Гриффин, О’Брайен, Брамбл (С. Колдуэлл 79'), Бернар, Солано (Эмброуз 79'), Дженас, Дайер (Луа-Луа 84'), Робер, Угу Виана, Амеоби. |

Второй раунд Кубка УЕФА
| Базель                          | 2:3        | Ньюкасл Юнайтед                     |
| ------------------------------- | ---------- | ----------------------------------- |
| Канталуппи 11′ · Чипперфилд 15′ | Статистика | Робер 14′ · Брамбл 37′ · Амеоби 76′ |

| Ньюкасл Юнайтед: Гивен, О’Брайен, А. Хьюз, Брамбл, Бернар, Солано (Эмброуз 86'), Дженас, Спид, Робер (Угу Виана 90'), Ширер, Амеоби. |

| Ньюкасл Юнайтед     | 1:0        | Базель |
| ------------------- | ---------- | ------ |
| Смилянич 14′ (авт.) | Статистика |        |

| Ньюкасл Юнайтед: Гивен, О’Брайен, А. Хьюз, Брамбл, Бернар, Дженас, Дайер (Солано 80'), Спид, Робер (Эмброуз 80'), Ширер, Амеоби. |

Третий раунд Кубка УЕФА
| Волеренга      | 1:1        | Ньюкасл Юнайтед |
| -------------- | ---------- | --------------- |
| Р. Норманн 54′ | Статистика | Беллами 39′     |

| Ньюкасл Юнайтед: Гивен, О’Брайен, А. Хьюз, Брамбл, Бернар, Дженас, Спид, Эмброуз (Дайер 50'), Угу Виана (Робер 74'), Амеоби (Бриджес 74'), Беллами. |

| Ньюкасл Юнайтед             | 3:1        | Волеренга |
| --------------------------- | ---------- | --------- |
| Ширер 20′ · Амеоби 47′, 89′ | Статистика | Хаген 25′ |

| Ньюкасл Юнайтед: Гивен, О’Брайен, А. Хьюз, Брамбл, Вудгейт, Дженас, Спид, Робер, Бриджес (Бриттэн 76'), Ширер, Беллами (Амеоби 45'). |

Четвёртый раунд Кубка УЕФА
| Ньюкасл Юнайтед                                  | 4:1        | Мальорка   |
| ------------------------------------------------ | ---------- | ---------- |
| Беллами 67′ · Ширер 71′ · Робер 74′ · Брамбл 84′ | Статистика | Корреа 58′ |

| Ньюкасл Юнайтед: Гивен, О’Брайен, А. Хьюз, Брамбл, Бернар, Дженас, Дайер (Эмброуз 87'), Спид, Робер, Ширер, Беллами. |

| Мальорка | 0:3        | Ньюкасл Юнайтед              |
| -------- | ---------- | ---------------------------- |
|          | Статистика | Ширер 46′, 89′ · Беллами 78′ |

| Ньюкасл Юнайтед: Гивен, О’Брайен (Ст. Тейлор 81'), Брамбл, Вудгейт, Бернар, Дженас, Спид (Беллами 77'), Эмброуз, Робер (Угу Виана 66'), Ширер, Амеоби. |

1/4 финала Кубка УЕФА
| ПСВ        | 1:1        | Ньюкасл Юнайтед |
| ---------- | ---------- | --------------- |
| Кежман 15′ | Статистика | Дженас 45′      |

| Ньюкасл Юнайтед: Гивен, А. Хьюз, Брамбл, Вудгейт, Бернар, Дженас, Спид, Эмброуз, Робер, Ширер (Амеоби 90'), Беллами. |

| Ньюкасл Юнайтед     | 2:1        | ПСВ               |
| ------------------- | ---------- | ----------------- |
| Ширер 1′ · Спид 66′ | Статистика | Кежман 52′ (пен.) |

| Ньюкасл Юнайтед: Гивен, А. Хьюз, Брамбл(О’Брайен 78'), Вудгейт, Бернар, Дженас, Спид, Эмброуз (Амеоби 81'), Робер (Угу Виана 90'), Ширер, Беллами. |

1/2 финала Кубка УЕФА
| Ньюкасл Юнайтед | 0:0        | Олимпик Марсель |
| --------------- | ---------- | --------------- |
|                 | Статистика |                 |

| Ньюкасл Юнайтед: Гивен, О’Брайен, А. Хьюз, Вудгейт, Бернар, Спид, Эмброуз, Робер, Угу Виана, Ширер, Амеоби (Бриджес 78'). |

| Марсель         | 2:0        | Ньюкасл Юнайтед |
| --------------- | ---------- | --------------- |
| Дрогба 18′, 82′ | Статистика |                 |

| Ньюкасл Юнайтед: Гивен, О’Брайен, А. Хьюз,, Брамбл, Бернар, Спид, Эмброуз, Робер, Угу Виана (Бойер 65'), Ширер, Амеоби. |

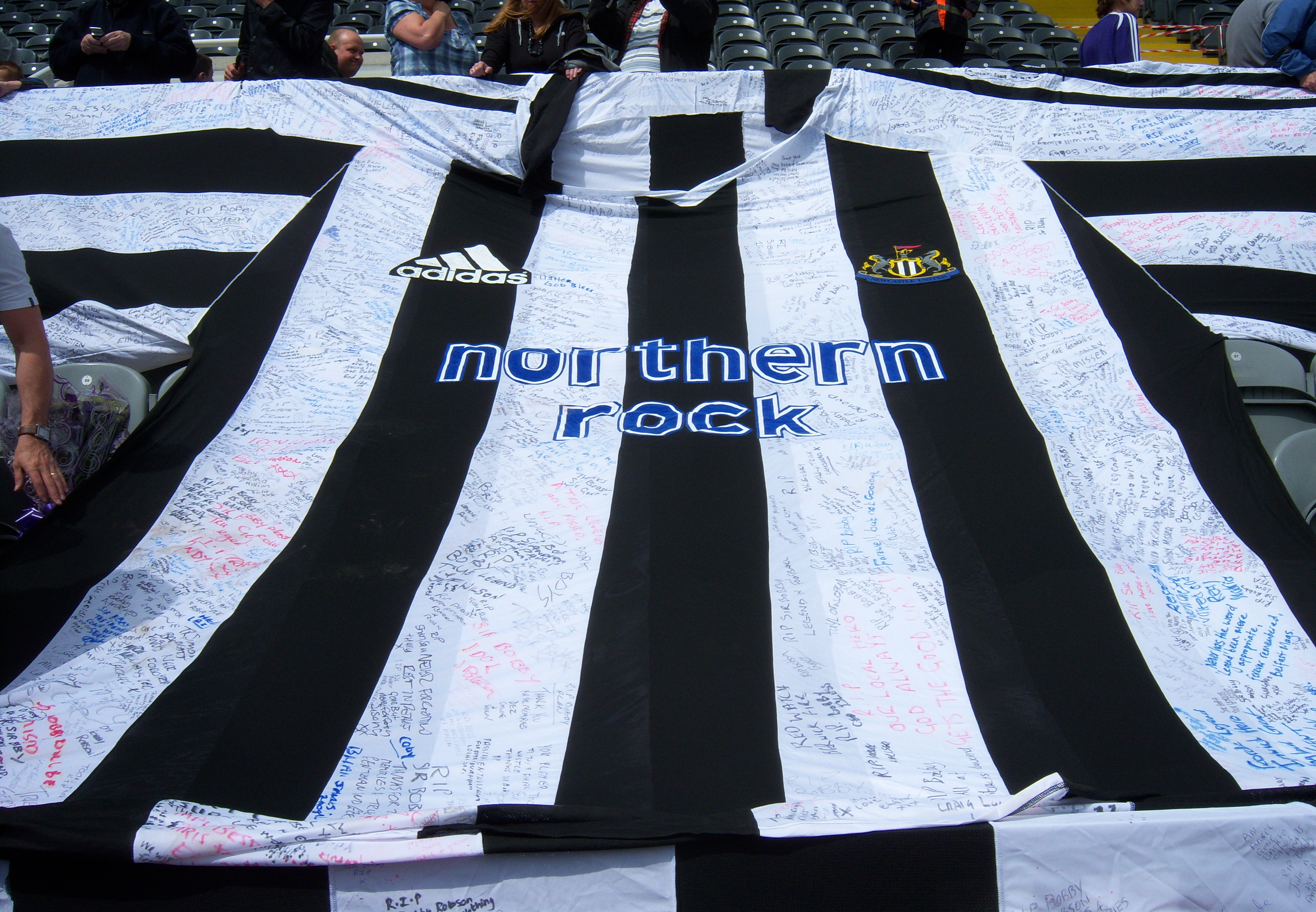
Футболка, символизирующая эпоху Бобби Робсона в «Ньюкасле», с подписями благодарных фанатов

Завершение чемпионата на пятом месте обеспечило «Ньюкаслу» участие и в следующем розыгрыше Кубка УЕФА, однако для многих болельщиков эта новость была, скорее, разочарованием: они надеялись на возвращение в Лигу чемпионов УЕФА.
Начало следующего сезона оказалось неудачным. Атмосфера в команде также была напряжённая, и в конце концов 30 августа 2004 года, после пяти лет ответственной работы, сэр Бобби Робсон был уволен. Во многом этому способствовали разногласия между тренером и руководством, вызванные покупкой дорогостоящих футболистов без согласия наставника — таких, как Патрик Клюйверт. Робсон хотел видеть в команде молодую «звезду» «Эвертона» и сборной Англии Уэйна Руни, но вместо него был куплен возрастной голландец, который так и не оправдал надежд клуба. Также Робсон был недоволен высокими зарплатами молодых игроков и тем, что они получали все привилегии, не доказав ничего на поле. Как показали события сезона, опасения выдающегося тренера были не напрасны.
К несчастью, 31 июля 2009 года сэр Бобби Робсон скончался в возрасте 76 лет. Это стало трагедией для всей Англии и для Ньюкасла в частности, ведь он был «местным героем, легендой „Джорди“». Сотни болельщиков «Ньюкасла» и жителей города пришли в тот день на «Сент-Джеймс Парк», чтобы почтить его память и поблагодарить за всё, что он для них сделал. «Кевин Киган привнёс яркость, Далглиш — прагматизм, Гуллит, Сунесс и Рёдер — только расстройство. Но сэр Бобби был другим: он вернул „Ньюкаслу“ гордость; гордость — „Чёрно-белым“». В ноябре 2009 года несколько британских актёров записали некоммерческую версию песни «Гонки Блэйдона» (англ. Blaydon Races) — национального гимна Тайнсайда и болельщиков «Сорок»: часть слов в нём была заменена на эпитафию Бобби Робсону:

И слово Бобби Робсону, герою горожан: / И футбол-мэн, и джентльмен, не знавший слово «сдан». / И в добром слове, и в улыбке, и в битве до конца — / Гордимся мы, что Вы из нас, сэр Бобби. И — пока!
Оригинальный текст (англ.)And now a word for Bobby Robson, hero of the Toon; A football man, a gentleman, who never let we doon; A friendly word, a cheery smile, and brave right to the end; We're proud to say your one of wors, Sir Bob... Auf Wiedersehen.
— актёры комедийно-драматического сериала «Auf Wiedersehen Pet».

Сэр Бобби был одним из самых хороших, заботливых и настоящих людей, кого я знал, — истинный джентльмен «Джорди»! Бесспорно, он был выдающимся тренером; но вместе с тем он очень щедро распоряжался своим временем, энергией на благотворительные дела. Знать его — привилегия.
Оригинальный текст (англ.)Sir Bobby was one of the nicest, most caring and genuine people I ever met —- a real Geordie gentleman. He was, of course, an outstanding coach; but he was also immensely generous with his time and energy across a range of charitable activities. It was a privilege to have known him.
— бывший премьер-министр Великобритании, болельщик «Ньюкасла» Тони Блэр.

#### Грэм Сунесс
Сунесс сменил Бобби Робсона 13 сентября, через два дня после встречи «Сорок» с бывшим клубом Сунесса, «Блэкберн Роверс». Под руководством нового тренера «Ньюкасл» показал ряд хороших результатов, но потом опустился в середину турнирной таблицы, где и оставался до конца сезона. Этот факт вкупе с несколькими серьёзными скандалами деморализовали команду.

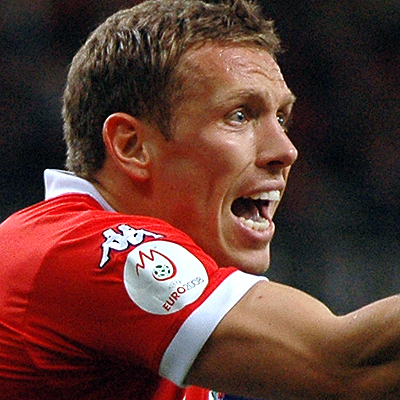
«Беллами — великолепный игрок с необычным, непредсказуемым характером», — Бобби Робсон

Крейг Беллами — один из лидеров атаки — был отдан в аренду в «Селтик» после того, как Сунесс узнал, что валлиец рассказывал одноклубникам о планах симулировать травму (причина — нежелание играть на позиции правого полузащитника, куда его хотел поставить тренер). Алан Ширер поддержал требование Сунесса о том, чтобы Беллами извинился перед товарищами, но тот отказывался слушать. В результате даже болельщики, недовольные слабой результативностью и обеспокоенные травмой Ширера, начали обсуждать необходимость ухода Беллами.
В ноябре 2004 года управляющий клубом Фредди Шеппард вновь вызвал полемику, заявив, что «элитные» клубы Премьер-лиги не должны помогать деньгами остальным участникам первенства. Эти слова, сказанные представителем «Ньюкасла», чьи финансовые дела оставляли желать лучшего, были настолько глупыми, насколько и неожиданными.
В апреле 2005 Кирон Дайер и Ли Бойер стали участниками драки в матче Премьер-лиги против «Астон Виллы» (позднее Шеппард назовёт этот день «самым чёрным днём»). Бойер был оштрафован на зарплату за шесть недель (около £200.000) и оба игрока получили дисквалификацию. Этот случай оттенил заявление Алана Ширера о том, что он продлил свой контракт ещё на год, — заявление, которое должно было сплотить команду, тренера и болельщиков.
В розыгрыше Кубка УЕФА этого сезона «Ньюкасл» дошёл до 1/4 финала, где его соперником стал «Спортинг» из Лиссабона. Игра на «Сент-Джеймс Парк» завершилась победой 1:0, однако в гостевом поединке «Сороки» уступили 1:4. На той же неделе они встречались с «Манчестер Юнайтед» в полуфинале национального кубка. Поражение с тем же счётом — 1:4 — отразило односторонний характер игры. По итогам сезона команда попала в Кубок Интертото, ставший единственным окном «Чёрно-белых» в Европу. В ходе этой кампании между Сунессом и Шеппардом возникли противоречия: тренер жаловался, что и без того обескровленный клуб из-за плохой трансферной политики (то есть, отсутствия обещанных приобретений) был просто не готов к переменам. Сунесс также подверг критике тренировочное поле «Ньюкасла», заявив, что именно из-за него в команде так много травм.
Как бы то ни было, клуб занял 14-е место в Премьер-лиге. Болельщикам оставалось лишь вспоминать времена Бобби Робсона, когда «сороки» участвовали в Лиге чемпионов и сражались на равных с клубами «большой четвёрки».
В июле 2005 года начали циркулировать слухи о том, что у «Ньюкасла» может появиться новый владелец. Сэр Джон Холл подтвердил заинтересованность неназванной компании в покупке 28,5 % акций, обладателем которых являлось предприятие Холла. В итоге рыночная стоимость клуба выросла до рекордных за последние четыре года £75.6 миллионов, а интересы потенциальных покупателей консолидировались вокруг Фредди Шеппарда: дойдя до лимита в 29,9 % акций, он получил возможность распоряжаться уже всем «Ньюкаслом». На фоне распространяемых слухов «Сороки» вылетели из Кубка Интертото, проиграв «Депортиво Ла-Корунья», и потеряли последний шанс включиться в еврокампанию 2005/06.
После возвращения Крейга Беллами из Глазго выяснялось, что его разногласия с Сунессом и Ширером так и остались нерешёнными. В результате валлиец был продан в «Блэкберн Роверс» за £5 миллионов. По ходу летнего трансферного окна команду также покинули Патрик Клюйверт, Джермейн Дженас, Аарон Хьюз и Энди О’Брайан. Лоран Робер и Джеймс Милнер были отданы в аренду «Портсмуту» и «Астон Вилле» соответственно. В январе Робер окончательно расстался с клубом, перейдя в «Бенфику». В то же время клуб отметился серьёзными приобретениями, среди которых выделяются Эмре Белозоглу, Скотт Паркер и Крейг Мур. Постоянные травмы и болезни не позволили этим футболистам стать равноценной заменой ушедшим, хотя Эмре поддерживали в Ньюкасле, а Паркер даже выходил на поле с капитанской повязкой. Также в межсезонье 2005/06 за £10 миллионов был приобретён испанский форвард Луке — ещё один неудачный трансфер. Проведя в клубе два года, Луке забьёт всего 3 гола в 21 встрече. Более того, переход Луке (а также переходы Эмре, сенегальца Амди Файе и француза Бумсонга) станут предметом разбирательств на предмет коррупции.

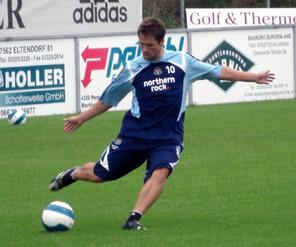
11 травм за 3.5 года так и не позволили Оуэну заиграть в «Ньюкасле» по-настоящему

В августе 2005 года клуб подписал Майкла Оуэна, чей трансфер из «Реал Мадрида» стоил £17 миллионов и стал самым дорогим в истории клуба. Многие восприняли эту новость как откровение, так как даже футболист не скрывал, что хочет продолжить карьеру в родном «Ливерпуле». Перед самым закрытием трансферного рынка «Сороки» также вернули в команду Нолберто Солано, который провёл последний год в «Астон Вилле». Правда, спустя некоторое время ветеран «Чёрно-белых» окончательно покинет клуб, где он выступал с 1998 года.
Пара нападающих Ширер — Оуэн должна была стать одной из самых «смертоносных» в чемпионате: знакомые ещё со времён ранних выступлений Оуэна за сборную, они были друзьями и вне поля, что дополняло профессионализм обоих. К несчастью, в декабре Майкл Оуэн получил серьёзную травму и выбыл до конца сезона, хотя у него были хорошие шансы стать одним из главных бомбардиров чемпионата. Несмотря на то что Оуэна заменил талантливый воспитанник «Сорок» Шола Амеоби, ни он, ни связка Ширера с Луке не показали каких-либо значимых результатов в атаке. А февральское поражение со счётом 0:3 от «Манчестер Сити» поставило крест ещё и на карьере Сунесса как тренера «Ньюкасл Юнайтед».

#### Глен Рёдер
После отставки Сунесса временным тренером «Ньюкасла» становится Глен Рёдер, бывший наставник «Уотфорда» и «Вест Хэм Юнайтед», а тогда — директор молодёжной академии «Сорок». Помощником Рёдера был объявлен Алан Ширер, который отложил окончание карьеры игрока до конца сезона.
В первой же игре под руководством Рёдера «возродившийся» Ширер забил свой 201-й гол за «Ньюкасл» и побил рекорд Джеки Милберна, став лучшим бомбардиром за всю историю клуба. Несмотря на слухи о том, что наставник «Болтон Уондерерс» Сэм Эллардайс может заменить Рёдера (впрочем, также фигурировали имена Мартина О’Нила и Роберто Манчини), новый тренер поднял команду с 15-го места на 7-е, выиграв девять из четырнадцати матчей Премьер-лиги и квалифицировавшись в Кубок Интертото. Несмотря на вылет из Кубка Англии, Рёдера хвалили и болельщики, и критики — в первую очередь, за неожиданную возможность участвовать в еврокубках, ведь до его прихода клуб боролся за выживание в Премьер-лиге. Уже в июле 2006-го руководство закономерно подписало с Рёдером двухгодичный контракт.
Приобретя нового постоянного тренера, «Ньюкасл» потерял лидера атаки и капитана Алана Ширера. 17 апреля в победном для «Сорок» матче против «Сандерленда» (4:1), нападающий разорвал коленные связки и выбыл за 3 матча до окончания своего последнего сезона в Премьер-лиге. Как сказал футболист, «было бы замечательно сыграть завершающие три игры и уйти победителем в матче против „Челси“… Но уйти в Сандерленде, забив и показав лучший результат за последние 50 лет, — не худший способ попрощаться».
В период межсезонья Рёдер приобретает фаворитов болельщиков Обафеми Мартинса из «Интернационале» и Дэмьена Даффа из «Челси», но разочаровывает «Джорди» отказом от покупки Сола Кэмпбелла и заявлением, что рассчитывает на менее возрастных игроков. Неудачными оказались попытки подписать Дирка Кёйта и Эйдура Гудьонсена, в то время как Антуан Сибьерски и молодой нападающий «Манчестер Юнайтед», Джузеппе Росси успешно присоединились к клубу (экс-манкунианец — на правах четырёхмесячной аренды). Также Рёдер в последний момент блокировал сделку по продаже Джеймса Милнера в «Астон Виллу», чем навлёк на себя гнев наставника «Львов» Мартина О’Нила.
После ухода Алана Ширера и травмы Оуэна, которую он получил на чемпионате мира, команда отчаянно нуждалась в новых талантах, и Рёдер был вынужден искать выход в своей молодёжной академии. Так в основном составе «Ньюкасла» появились воспитанники клуба: 18-летний защитник Дэвид Эдгар и 19-летний полузащитник Мэтти Патиссон. Оба футболиста начали впечатляюще, но, к сожалению для тренера и руководства, так и не стали игроками основного состава.
Несмотря на перспективные приобретения, итоговые результаты сезона 2006/07 оставляли желать лучшего. В розыгрыше национального кубка «Ньюкасл» дошёл только до третьего раунда, где уступил «Бирмингем Сити». Гостевая ничья 2:2, добытая на последних минутах матча, была перекрыта сокрушительным поражением 1:5 на «Сент-Джеймс Парк». «Сороки» также вылетели из розыгрыша Кубка УЕФА на стадии 1/8 финала, но при этом выиграли Кубок Интертото как команда, прошедшая дальше всех из клубов, что квалифицировались в Кубок УЕФА через турнир Интертото. В итоговой таблице Премьер-лиги «Ньюкасл» пришёл к финишу только тринадцатым.
Слухи о растущем недовольстве среди игроков подтвердились, когда сразу несколько футболистов отказались выступать в финальных играх сезона. Несмотря на долгожданное возвращение Майкла Оуэна 30 апреля в матче против «Рединга», игра «Чёрно-белых» оставалась неубедительной, и Глен Рёдер ушёл в отставку до окончания сезона. Спустя девять дней после этого было объявлено, что новым тренером «Ньюкасла» станет Сэм Эллардайс.

## Новейшая история

### Новый владелец клуба
23 мая 2007 года слухи, которые начали распространяться двумя годами ранее, стали реальностью. Майк Эшли, английский миллионер и владелец сети розничных магазинов по продаже спортивных товаров, купил 41,6 % акций «Ньюкасла» (общая стоимость — около £55 млн.), чтобы начать поглощение клуба. Специально для этого Эшли создал «Сент-Джеймс Холдинг», который и выкупил акции, до этого принадлежавшие сэру Джону Холлу через три учреждённые им предприятия.
«Я был связан с руководством „Ньюкасл Юнайтед“ на протяжении почти двадцати лет. В это время я направлял клуб вперёд и, прежде чем уйти, направлял команду, ответственную за модернизацию клуба, которую мы все сейчас наблюдаем. Теперь настало моё время уйти и позволить другим принять вызов к соревнованию на мировом рынке. Майк Эшли — крупный игрок спортивной индустрии, и я убеждён, что он — подходящая кандидатура для того, чтобы занять моё место и повести команду вперёд. Я уверен: он принесёт пользу клубу, его верным поклонникам и, несомненно, региону. Я желаю ему всего лучшего и надеюсь, он сможет наслаждаться этим так же сильно, как и я. Наконец, я хотел бы поблагодарить всех болельщиков за их поддержку в то время, когда я был у руля, и попросить их оказывать Майку поддержку в той же степени. Моя полная поддержка у него есть».
По закону Соединённого Королевства о поглощении (англ.), покупка более 30 % акций компании обязывает сделать предложение о приобретении оставшейся части по схожей или большей цене. 31 мая было объявлено, что Совет правления «Ньюкасла» рассмотрит предложение Эшли. 7 июня председатель правления Фредди Шеппард дал согласие продать свои 29 % акций за £37.6 миллионов, сказав, что «Эшли будет отличным хранителем наследия „Ньюкасла“». К 15 июня бизнесмен увеличил размер своего пакета акций до 77,06 %, что позволило ему претендовать на отзыв клуба с фондовой биржи: для этого требуется перейти порог в 75 %. Заплатив в общей сложности £134 миллиона, уже в конце июня Эшли стал обладателем 90 % акций «Ньюкасла», а 18 июля они были сняты с котировки на Лондонской фондовой бирже.
Покупая «Ньюкасл», Эшли рассчитывал, что долг клуба составляет £70 миллионов, тогда как на самом деле он был на £30 миллионов больше. Если бы миллионер всесторонне исследовал финансовое состояние «Ньюкасла», он бы обнаружил, что, например, «спонсорские деньги потрачены ещё до того, как они пришли», а другая их часть «занята без согласования с Adidas». Так или иначе, Эшли поспешил опровергнуть слухи о том, что покупал «Ньюкасл» для перепродажи, а по поводу «нового» долга сказал: «Это была бы другая история, если бы мне нужно было идти в банк, и занимать деньги, — но мне не нужно. У меня есть собственные и, в любом случае, я склонен жить по принципу „за собой в могилу не утащишь“».
Поначалу болельщики команды были рады приходу Эшли. Их воодушевило назначение председателем правления Криса Морта — адвоката, который представлял интересы Эшли в ходе сделки по приобретению клуба. С первых дней Морт зарекомендовал себя как отличный собеседник многочисленной армии «горожан», всегда находя общий язык с болельщиками. В то же время сам Эшли вёл себя как один из них, выпивая в местных барах и клубах, наблюдая за играми «Чёрно-белых» с трибуны бок о бок с другими фанатами. В ноябре Майку Эшли не разрешили появиться в специальной ложе «Стэдиум оф Лайт» в «Сандерленде» в чёрно-белой футболке. В результате бизнесмен присоединился к трём тысячам болельщиков «Джорди» и следил за противостоянием с обычного места в футболке с 17-м номером Алана Смита.

### Неполный год Сэма Эллардайса

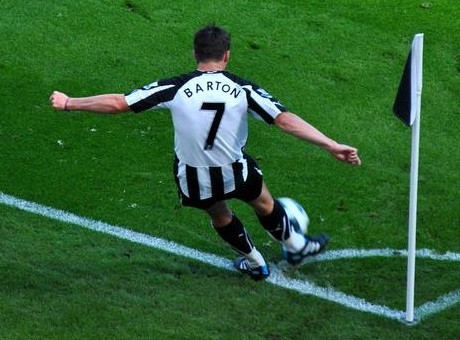
Футболка с номером «7» имеет особое значение для любой команды. Одним из её предыдущих владельцев в «Ньюкасле» был Роберт Ли — легенда «Джорди». Ещё совсем недавно Джои Бартон с достоинством продолжал дело Роба в полузащите «Сорок»

В период летнего межсезонья состав «Ньюкасла» пополнил целый ряд иностранных футболистов: Марк Видука, Жереми Нжитап и Клаудио Касапа перешли на правах свободных агентов, Давид Розегнал, Хосе Энрике и Хабиб Бей — за общую сумму около £11 миллионов. Также «Сороки» подписали англичан Алана Смита и Джои Бартона. Трансфер последнего из «Манчестер Сити» стоил £5.8 и сопровождался следующими словами футболиста:
«Я слышал, говорят, что всех футболистов заботят роскошные автомобили и дорогие часы. Но для меня всё дело в выигранных медалях, и меня ранит, что у меня нет ни одной… Все знают, что они — клуб с великой историей и традициями, и это замечательно. Но также замечательно и то, что они не пожалели на меня денег, и оба, Фредди Шеппард и Сэм Эллардайс, помогли мне почувствовать себя настолько нужным».
После того как в мае 2007 полиция предъявила Джои Бартону обвинения в нападении, «Сити» и его тренер Стюарт Пирс показали свою заинтересованность в его скорой продаже. Но по контракту, в случае если клуб решит продать Бартона без его запроса, руководство должно выплатить компенсацию в размере £300.000. Тем не менее, «Манчестер Сити» отказался делать это, и тогда «Ньюкасл» добавил указанную сумму в общий размер трансфера. Вложения оправдали себя: впоследствии Джои Бартон станет одним из лидеров команды, и это признают высшие критики — болельщики «Ньюкасла».
В то же время в межсезонье клуб окончательно покинули его «ветераны» — Кирон Дайер и Нолберто Солано.
Первые результаты Эллардайса, как и многих его предшественников, были достаточно неплохими. «Ньюкасл» набрал 8 очков в четырёх стартовых матчах, но затем проиграл «Дерби Каунти», став единственной командой в этом розыгрыше Премьер-лиги, кто уступил абсолютному аутсайдеру. Из 16 последующих игр победы были добыты лишь в пяти. Это и предопределило финиш «Сорок» на 12-й строчке турнирной таблицы. Из Кубка Лиги «Ньюкасл» вылетел в третьем раунде, проиграв «Арсеналу» в гостях 2:0. Последней игрой для Сэма Эллардайса на посту главного тренера стала встреча с клубом из второго дивизиона «Сток Сити» в Кубке Англии. Она завершилась нулевой ничьей, а Эллардайс был уволен. Однако причины столь скорой отставки кроются не только в неубедительных результатах. Во-первых, Эллардайс пришёл ещё при Шеппарде, и хотя Эшли дал тренеру определённый карт-бланш на трансферном рынке, всё-таки это было не его назначение. А во-вторых — что всегда имело особое значение в «Ньюкасле» — Эллардайс не смог создать в клубе здоровую атмосферу, либо не выпуская на поле важных игроков, либо ставя их на неестественные позиции (особенно это касается Алана Смита).

### Временное возвращение Кевина Кигана

#### Новое руководство
После отставки Сэма Эллардайса на пост главного тренера «Ньюкасла» рассматривались разные кандидатуры. Букмекеры даже делали ставки на то, кто станет у руля команды. Наиболее вероятным был дебют экс-капитана «Сорок» Алана Ширера (4 к 7); больше всего можно было выиграть, поставив на бывшего наставника сборной Стива Макларена — 16 к 1. Крис Морт обращался с соответствующим предложением к Гарри Реднаппу, тогда — тренеру «Портсмута», но получил отказ. В итоге «Ньюкасл» возглавил тот, кого ожидали увидеть в этой роли меньше всего: 16 января было объявлено, что в Тайнсайд возвращается его легенда — Кевин Киган. Это случилось спустя одиннадцать лет, в течение которых «Великий Кев» руководил «Фулхэмом», «Манчестер Сити» и одно время — сборной Англии.
Событие имело немедленный резонанс. На тот день была назначена переигровка кубкового матча против «Сток Сити». Ожидалось, что трибуны «Сент-Джеймс Парк» вряд ли будут заполнены даже наполовину. Однако после объявления о возвращении Кигана около 20 000 дополнительных билетов были раскуплены за несколько часов. Чтобы все болельщики заняли свои места, начало матча пришлось задержать. Казалось, воодушевление передалось и футболистам «Джорди», которые одержали верх со счётом 4:1 (на игру их вывел ассистент тренера Найджел Пирсон, тогда как Киган прибыл на трибуны во втором тайме).
Вслед за Киганом в «Ньюкасл» пришло и новое руководство. На место менеджера был назначен Деннис Уайз, который только что покинул тренерский пост в «Лидс Юнайтед», будучи футболистом, долгое время защищавший цвета «Челси». И хотя это назначение вызвало ряд нареканий и у критиков, и у болельщиков, Киган и Уайз поспешили заметить, что последнее слово в вопросах комплектации команды должно оставаться за руководством. Должность вице-президента и ответственного за трансферную политику клуба получил Тони Хименес — миллионер-застройщик из Лондона, имевший прямое отношение к последним тренерским перестановкам в «Тоттенхэм Хотспур». На пост технического координатора был приглашён Джефф Ветере, который до этого занимал похожую должность в «Реал Мадриде» и ряде английских клубов.
Континентальный стиль управления клубом подразумевает, что наставник занимается только тренерской деятельностью, а все вопросы финансов, зарплат и согласования трансферов решают другие специалисты из состава руководства. 
 Одной из первых команд Англии, перешедших на этот стиль управления, был «Челси» конца 90-х годов, который тренировал Рууд Гуллит. Именно благодаря такой структуре он смог завершить сделку по переходу Джанлуки Виалли, когда двое руководителей «Аристократов», Бейтс и Хардинг, находились в конфронтации.
Идея Эшли и Морта заключалась в том, чтобы оформить континентальную (европейскую) модель управления клубом, которая работала бы в поддержку Кигана. Так, прежде чем Хименес мог перейти к активным действиям, Уайз и Ветере должны были дать предварительную оценку потенциальной сделке. И, наконец, в апреле их команду пополнил новый директор по финансовым операциям, бизнесмен Дэвид Уильямсон.
Последние изменения в руководстве «Ньюкасла» протекали на фоне слухов о том, что Крис Морт вскоре оставит свою должность. В июне эти слухи подтвердились, и популярный у болельщиков председатель правления покинул клуб. Эта должность перешла к Дереку Лламбиасу, бизнесмену и его заместителю.

#### 232 дня Кевина Кигана
Поначалу возвращение Кигана не оправдывало надежд: последовало 8 игр без побед, вылет из национального кубка, а в довершении над клубом вновь нависла угроза вылета из Премьер-лиги. Переломный момент наступил в марте 2008, когда была изменена игровая схема, и «Ньюкасл» начал выступать с тремя нападающими: Мартинс и Видука выдвинулись вперёд, а Оуэн помогал им из глубины атаки. Это начало приносить результаты, а после домашней победы 2:0 в тайн-уирском дерби проблема «выживания» в чемпионате была решена окончательно. Киган мог планировать подписание нового трёхлетнего контракта. Сыграв в следующем матче с «Вест Хэм Юнайтед» вничью, «Ньюкасл» сменил 8-матчевую серию без побед на 7-матчевую — без поражений и финишировал в итоге на 12 месте с 43 очками.
Последовавшие спекуляции о том, что Майк Эшли потерял миллионы на фондовом рынке, слухи о разногласиях с Деннисом Уайзом и руководством клуба, — всё это вынудило Кигана заявить, что он не сможет привести клуб к квалификации в Лиге чемпионов, а тем более борьбе за чемпионский титул, пока ему не обеспечат должную финансовую поддержку. Между главным тренером и правлением «Ньюкасла» вспыхнул такой конфликт, что в начале сентября Кевин Киган был вынужден объявить о своей отставке — всего лишь через 232 дня после назначения.
30 августа 2008.

Во время прямой телевизионной трансляции матча против «Арсенала» в Лондоне Майкл Эшли был показан на трибуне с пинтой пива. Однако правила лицензирования Премьер-лиги запрещают потребление алкоголя на трибунах. Полицейские, обслуживавшие матч, сделали владельцу «Ньюкасла» предупреждение. Как гласит официальное заявление клуба, Эшли был уверен, что пиво безалкогольное, хотя на «Эмирейтс» заверили, что такое пиво на стадионе не продаётся. Болельщики «сорок» резко осудили Майка Эшли за эту ситуацию.

30 августа 2008.

Денниз Уайз позвонил Кигану и сказал, что хочет оформить годичную аренду уругвайского полузащитника «Валенсии» Игнасио Гонсалеса, чтобы наладить отношения с агентами из Южной Америки. Уайз также посоветовал главному тренеру посмотреть видео футболиста, опубликованные на YouTube. Киган категорически отказался от подобного трансфера.

Официальное заявление клуба гласило: «„Коммерческий интерес“ заключался в том, что аренда игрока стала бы „услугой“ двум влиятельным южноамериканским агентам, которые благоприятно смотрели бы на клуб в будущем. Сделка по аренде стоила клубу около ₤1 миллион как зарплата для игрока, который не должен был выступать за главную команду; но агентам за сделку не было выплачено ничего».

1 сентября 2008.

12:00. На «Сент-Джеймс Парк» прошла встреча Кевина Кигана и Дерека Лламбиаса. После ожесточённых переговоров Кигана обязали вернуться в «Гэллоугейт» вместо того, чтобы проводить тренировку первой команды на «Дарсли Парк».
14:00. Деннис Уайз и Тони Хименес завершили сделку по переходу в «Ньюкасл» Игнасио Гонсалеса. Также был оформлен трансфер из «Депортиво Ла-Корунья» испанского нападающего Хиско. Обе сделки были согласованы без ведома Кигана.

2 сентября 2008.

12:00. Закрытие трансферного «окна». Кевин Киган узнал, что ряд футболистов из выстроенной им команды выставлены на трансфер без какого-либо согласования с ним (речь, в первую очередь, идёт о Джои Бартоне и Майкле Оуэне). Это случилось через три дня после того, как Джеймс Милнер за £12 млн официально перешёл в «Астон Виллу», несмотря на долгие протесты главного тренера.
19:00. Несмотря на распространяющиеся слухи руководство команды уверило: «„Футбольный клуб Ньюкасл Юнайтед“ может подтвердить, что дискуссия между руководством и Кевином Киганом продолжается. И клуб, и Кевин хотели бы повторить, что Кевин продолжает занимать должность тренера. Он не ушёл в отставку и не был уволен».

Тем не менее, поздним вечером Ассоциация тренеров Лиги опубликовала от имени Кигана заявление о его отставке. «Я по-прежнему горячо желаю видеть „Ньюкасл“ преуспевающим в будущем и я ощущаю невероятное сожаление перед игроками, сотрудниками и, что самое главное, болельщиками. У меня не осталось другого выбора, кроме как уйти», — сказал Киган. Ассоциация тренеров Лиги добавила, что в этот день он получил письмо от Дерека Лламбиаса, которое также не смогло урегулировать все претензии и, в конце концов, вынудило Кигана на решительный шаг.

4 сентября 2008.

«Ньюкасл Юнайтед» официально подтвердил отставку главного тренера.

В последние несколько дней клуб посвятил себя дискуссии с Кевином и в результате этой дискуссии собрал множество практических советов о том, как двигаться дальше. Клуб ясно дал понять Кевину, что если у него есть какие-либо вопросы о планах клуба, требующие разрешения, он должен ставить их перед клубом. Мы сожалеем, что Кевин вместо принятия того предложения выбрал отставку.
Оригинальный текст (англ.)Over the last few days, the club has devoted itself to the discussions it has held with Kevin and as a result of those discussions had put together a set of practical suggestions for how to move forward. The club made it clear to Kevin that if he had any outstanding concerns on its proposals, he should raise them with the club. The club regrets that Kevin has, instead of taking up that offer, chosen to resign.
— Руководство «Ньюкасла»
Протестуя против такого исхода, около двухсот джорди собрались у «Сент-Джеймс Парк», требуя личной встречи с Майком Эшли и Дэннисом Уайзом. Городской совет Ньюкасла признал общественную поддержку уволенному тренеру.

5 сентября 2008.

Во избежание повторения конфликта Ассоциация тренеров Лиги обязала все клубы выстраивать такую структуру управления, которая будет удовлетворять интересы тренеров. Комментируя это, исполнительный директор Ассоциации Ричард Беван сказал: «Если вы посмотрите на футбольный клуб, который управляется из разных частей страны, где есть тренер, который не знает, кто был подписан, кто уходит и приходит, — словом, это рецепт катастрофы».

6 сентября 2008.

Руководство клуба заявило, что Кевин Киган был осведомлён о структуре и особенностях её функционирования, вступая в должность главного тренера. Тем не менее, не только болельщики «Ньюкасла», но и футбольные специалисты выступили на стороне Кигана. Сэр Бобби Робсон отметил: «Разлад между различными должностями привёл Ньюкасл к беспорядку, и теперь для Эшли настало время разобраться. Если главный менеджер не имеет благословения тренера, это не работает… Вы не можете представить сэра Алекса Фергюссона, Арсена Венгера или Рафу Бенитеса, которым дают игроков, о ком они ничего не знают… И ни один, даже самый никчёмный тренер, не возьмётся за работу в Ньюкасле с текущим положением дел».

24 сентября 2008.

На матче Кубка английской Лиги против «Тоттенхэм Хотспур» (1:2) зарегистрирован антирекорд посещаемости — 20 577 зрителей (на 4 000 меньше предыдущего). Это самый низкий показатель с тех пор, как в 1992 году клуб играл в первом дивизионе.

5 декабря 2008.

Кевин Киган подал иск в размере £8 миллионов против «Ньюкасла» вследствие своего увольнения с поста главного тренера. Киган был убеждён, что его вынудили уйти, когда начали покупать и продавать игроков без его ведома: «Я считаю, что тренер должен иметь право управлять и что клубы не должны навязывать любому тренеру какого бы то ни было игрока, кого он не хочет», — заявил прославленный джорди в прессе.
«Ньюкасл» подтвердил претензию Кигана на компенсацию, которая полагалась по заключённому контракту. Дело было направлено на рассмотрение суда Премьер-лиги.

2 октября 2009.

Независимая арбитражная комиссия приняла решение, что руководство «Ньюкасла» должно выплатить Кевину Кигану £2 миллиона.

Я рад, что арбитражный суд тренеров Премьер-лиги сегодня официально заявил о поддержке моего заявления по поводу неправомерного увольнения из «Ньюкасл Юнайтед». Суд постановил, что руководство клуба, покупая игрока помимо моего желания, существенно нарушило мой трудовой договор. Я не верю, что в футболе есть тренеры, которые могли бы остаться в клубе, находясь в тени своего руководства. Я также хочу напомнить, что главной целью моего иска всегда было очистить мое имя и восстановить мою репутацию. Я считаю жизненно важным, что смог поведать людям все обстоятельства моей отставки и то, как клуб со мной обошелся. Надеюсь, эти цели теперь достигнуты.
Оригинальный текст (англ.)I am delighted that the Premier League manager's arbitration tribunal has today formally announced that it has upheld my claim for wrongful dismissal against Newcastle United. The tribunal has found the conduct of the club in forcing a player on me against my wishes represented a fundamental breach of my contract of employment. I do not believe that there is any manager in football who could have remained at the club in the light of their conduct. I also want to confirm that a central purpose of my claim has always been to clear my name and restore my reputation. I consider it of vital importance that I was able to let people know about the full circumstances of my resignation and the way in which I had been treated by the club. I hope that this purpose has now been achieved.
— Официальное заявление Кевина Кигана
Также было объявлено, что перед началом судебного разбирательства Эшли предлагал Кигану компенсацию в размере ₤4 миллионов, но тот отказался. Тем не менее, сам Киган опроверг подобные заявления.
Так или иначе, именно в это межсезонье ряды «Ньюкасла» пополнили футболисты, которые сыграют важную роль в его будущем. Прежде всего, это относится к Хонасу Гутьерресу, перешедшему из «Мальорки» за ₤2 млн, и Фабрисио Коллочини, который был куплен у «Депортиво Ла-Корунья» за £10 млн.

### Продажа клуба. Джо Киннир
14 сентября 2008 года Майк Эшли сделал заявление, что выставляет «Ньюкасл» на продажу (это произошло на следующей день после первой домашней игры с момента отставки Кигана; сам Эшли на игре не присутствовал).

Сейчас я — отец, который не может взять детей на футбольный матч, потому как мне сообщили, что на нас могут напасть... Я больше не готов субсидировать «Ньюкасл»... Надеюсь, следующим владельцем будет кто-то, способный подарить клубу ту сумму денег, которую хотят фанаты... В моём сердце — заинтересованность «Ньюкасл Юнайтед». Я слушаю Вас... Вы хотите, чтобы я ушёл. И это то, что я сейчас пытаюсь сделать, но это не произойдет в одночасье и может не произойти вообще, если не найдется покупатель. Нет нужды выходить против меня опять — я усвоил послание.
Оригинальный текст (англ.)I'm now a dad who can't take his kids to a football game because I am advised that we would be assaulted... I am no longer prepared to subsidise Newcastle... I hope the next owner is someone who can lavish the amount of money on the club that the fans want... I have the interests of Newcastle United at heart. I have listened to you... You want me out. That is what I am now trying to do but it won't happen overnight and it may not happen at all if a buyer does not come in... You don't need to demonstrate against me again because I have got the message.
— Майк Эшли.
В ответ на действия руководства в сентябре 2008 года фанаты организовали Трест болельщиков «Ньюкасл Юнайтед» (англ. Newcastle United Supporters Trust). Как гласил первый пресс-релиз треста, он будет «активно, интеллигентно и ответственно представлять широкое движение поддержки „Ньюкасл Юнайтед“». И хотя главной задачей треста стали защита интересов и обеспечение «Джорди» права голоса, на тот момент их объединяло желание добиться ухода Майка Эшли.
Между тем «Ньюкасл» по-прежнему оставался без постоянного тренера — его обязанности исполнял Крис Хьютон, один из ассистентов Кевина Кигана (вместе с последним клуб покинул Терри Макдермотт, бывший игрок «Чёрно-белых», входивший в тренерский штаб с 1992 года). 26 сентября было объявлено, что преемником Кигана станет Джо Киннир — экс-наставник «Ноттингем Форест» и «Лутон Таун», который привёл в 1994 году «Уимблдон» к шестому месту в Премьер-лиге. По контракту, Киннир должен был исполнять свои обязанности, пока Эшли не продаст клуб.
В течение следующих трёх месяцев Майк Эшли совершил ряд встреч с потенциальными инвесторами, но ни одна из них не завершилась сделкой. В итоге 28 декабря владелец «Ньюкасла» объявил, что клуб больше не продаётся: «Я рад положить конец неопределённости, которую фанаты, должно быть, испытывали относительно будущего руководства. Я знаю, насколько это важно для Вас».
В то же время к Рождеству «Сороки» покинули «зону вылета» (где они пребывали почти всё время с 5 тура) и расположились в середине турнирной таблицы. В период межсезонья клуб усилили Петер Лёвенкранс и Кевин Нолан, тогда как Шей Гивен покинул «Ньюкасл». Конфликт руководства, частая смена тренеров (и, соответственно, игровых концепций), травмы и непрекращающаяся борьба за пост № 1 — всё это вынудило Гивена уйти после 11 лет «преданной службы».
В середине января, несмотря на неубедительный старт второго круга и вылет из Кубка Англии, Эшли начал обсуждать с Кинниром возможность его перехода на пост постоянного тренера. Однако уже в феврале у него были обнаружены проблемы с сердцем, после чего 62-летнего специалиста госпитализировали, и он был прооперирован. Хотя предложение Эшли по-прежнему не потеряло свою силу, в «Ньюкасл» Киннир так и не вернулся.

### Выбывание в Чемпионшип
1 апреля 2009 бывший капитан клуба Алан Ширер временно оставил должность ведущего программы «Match of the Day» на BBC, чтобы стать новым преходящим тренером «Ньюкасла» и попытаться спасти его от выбывания. В то же время пост менеджера команды покинул Деннис Уайз, и руководство решило, что не станет никем его заменять.
Тем не менее, желаемых результатов достигнуть не удалось: под руководством Ширера «Сороки» выиграли только один матч (3:1 — против «Мидлсборо»), два свели к ничьей и проиграли пять. Все три клуба Премьер-лиги из северо-восточной Англии — «Ньюкасл», «Сандерленд» и «Мидлсбро» — столкнулись с угрозой выбывания и их судьба решалась 24 мая, в последнем матче сезона. «Чёрно-белые» уступили «Астон Вилле» в выездном поединке (0:1) и вместе с «Вест Бромвич Альбион» и «Мидлсбро» покинули класс сильнейших.
После этого Майк Эшли вновь выставил клуб на продажу, оценив его стоимость в £100 миллионов, что в три раза меньше сентябрьского предложения. «Это было катастрофой для всех. Я потерял свои деньги и принимал ужасные решения. Теперь я хочу продать его как можно скорее», — сказал бизнесмен. «Ньюкасл Юнайтед» выпустил официальное заявление о продаже клуба с указанием телефонного номера и адреса электронной почты, которые тут же перепечатали в СМИ. Это привело к большому количеству звонков с ложными предложениями; немалая часть из них пришлась на болельщиков «Сандерленда». Но ещё большие противоречия вызвали слова Денниза Уайза о том, что клуб, несмотря на его отставку, по-прежнему выплачивает ему £80 000 в месяц (как и другим ушедшим) — отсюда и стремление Эшли быстрее продать убыточное предприятие.
Впоследствии Алан Ширер отказался от подписания долгосрочного контракта и покинул клуб.

### Крис Хьютон и триумфальное возвращение
24 мая 2009 года Крис Хьютон вновь стал главным тренером на временной основе. После очередного объявления о продаже клуба решение о назначении постоянного специалиста было отложено до выяснения судьбы «Горожан». Однако все последующие сделки по покупке «Ньюкасла» ни к чему не привели.
В межсезонье команду не укрепил ни один игрок, тогда как Мартинс, Бассонг, Дафф, Оуэн, Видука и Хабиб Бей предпочли продолжить карьеру в других клубах. Тем не менее, «Ньюкасл» начал сезон успешно и после нескольких туров закрепился на вершине турнирной таблицы, а сам Крис Хьютон в августе, сентябре и ноябре был признан лучшим тренером месяца в лиге.

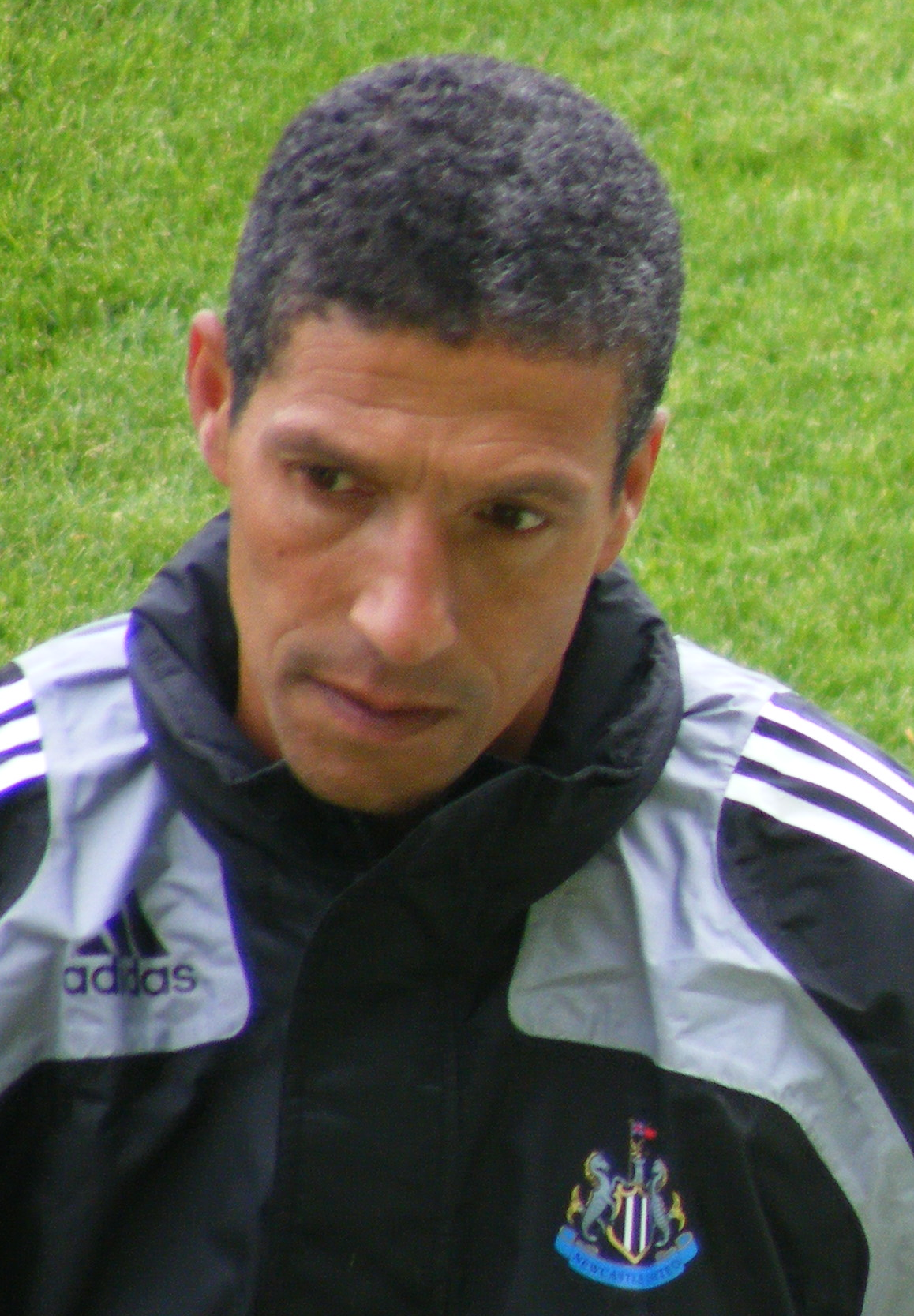
Крис Хьютон: «Для меня это день гордости — когда меня называют тренером этого великого футбольного клуба. Я буду делать всё, что в моих силах, чтобы немедленно вернуть клуб в Премьер-лигу»

После завершения судебных разбирательств между Майком Эшли и Кевином Киганом последний отказался вернуться к прежней должности. В результате 27 октября Хьютон был назначен главным тренером «Ньюкасла» и подписал контракт до конца сезона. В этот же день Майк Эшли объявил, что клуб больше не продаётся, так как ему не удалось найти покупателя, который смог бы предоставить подтверждение наличия необходимых средств. Также владелец «Ньюкасла» отметил, что будет продолжать вкладывать в него деньги, желая сократить размер имеющегося долга. К середине сентября «Сороки» лидировали уже с отрывом в семь очков, хотя в скором времени их ждал вылет из Кубка Англии после поражения от «Вест Бромвич Альбион».
Компенсируя отсутствие приобретений летом, в зимнее трансферное окно «Ньюкасл» подписал целый ряд игроков. Дэнни Симпсон из «Манчестер Юнайтед» был взят в аренду, тогда как Майк Уильямсон («Портсмут»), Уэйн Раутледж («Куинз Парк Рейнджерс») и Леон Бест («Ковентри Сити») пришли на долгосрочной основе.
В итоге под руководством Хьютона клуб сумел триумфально вернуться в Премьер-лигу. При этом «Ньюкасл» ни разу за весь сезон не проиграл в родных стенах, финишировав на первом месте и набрав в общей сложности 102 очка. Судьба победителя футбольной Лиги решилась 19 апреля в матче против «Плимут Аргайл», который был выигран со счётом 2:0. Также по итогам чемпионата лидер «Сорок» Кевин Нолан был признан самым ценным игроком.

### Сезон 2010/11. Увольнение Хьютона
Летом 2010 года «Ньюкасл» оформил трансфер ещё нескольких футболистов. Первым из них стал капитан «Ноттингем Форест» Джеймс Перч, контракт с которым рассчитывался на 4 года.
После на тех же условиях был приобретён молодой полузащитник «Эвертона» Дэн Гослинг.
Бывший игрок «Арсенала» Сол Кэмпбелл, будучи свободным агентом, также перешёл в стан «Чёрно-белых».
А немногочисленную армию легионеров пополнили ивуарийский полузащитник Шейк Тьоте из голландского «Твенте»
и французский вингер «Олимпика» Хатем Бен Арфа, взятый сначала в аренду, а позже подписавший постоянный контракт на 4,5 года.
Решение завершить карьеру принял капитан команды Ники Батт.
В стартовом матче нового сезона «Сороки» были разгромлены в гостях «Манчестер Юнайтед» — 0:3, но затем «Ньюкасл» реабилитировался, не оставив ни единого шанса «Астон Вилле» — 6:0 (свой первый хет-трик в Премьер-лиге оформил воспитанник клуба Энди Кэрролл).
В 1/16 Кубка Футбольной лиги «Ньюкасл» впервые с ноября 1986 года выиграл на «Стэмфорд Бридж» у «Челси» 4:3,
однако в следующей стадии кубка потерпел сокрушительное поражение от «Арсенала» (0:4) и вылетел из престижного соревнования.
Вскоре прервалась 24-матчевая серия без поражений на «Сент-Джеймс Парк»: встреча со скромным «Блэкпулом» завершилась поражением 0:2. В 7 туре «Чёрно-белые» проиграли «Манчестер Сити» — 2:1, причём в самом начале матча после жёсткого подкатка Найджела де Йонга новичок «Сорок» Хатем Бен Арфа получил тяжелейшую травму — двойной перелом левой ноги. 31 октября в тайн-уирском дерби «Ньюкасл» не оставил камня на камне от извечных соперников из «Сандерленда» — 5:1 (на этот раз хет-трик записал на свой счёт капитан Кевин Нолан).
На волне успеха «Сороки» в гостях взяли реванш у «Канониров» — 1:0.
После этого наступила 5-матчевая серия без побед, на фоне которой, 17 ноября, Энди Кэрролл получил первый вызов в национальную сборную. Нападающий вышел в стартовом составе в товарищеском матче против Франции и отыграл 72 минуты, но ничем не отличился.
В 14 туре «Ньюкасл» ожидал новый разгром — 1:5 от «Болтона».
Следующий матч против «Челси» «Сороки» сыграли вничью, при том что первыми открыли счёт и имели хороший шанс победить.
Далее «Ньюкасл» встречался с «Вест Бромвич Альбион» и вновь проиграл — 1:3.
Именно после этой игры, 6 декабря, руководство клуба внезапно прекращает действие контракта Криса Хьютона.

«Руководство хотело бы официально поблагодарить Криса за его значительные достижения в период возвращения клуба из Чемпионата футбольной Лиги в Премьер-лигу. С момента своего назначения тренером в октябре 2009 года он показал исключительный характер и преданность. Клуб желает ему всего наилучшего в будущем. Это прискорбно, но сейчас руководство ощущает, что для дальнейшего прогресса клубу нужен человек с бо́льшим тренерским опытом».
Оригинальный текст (англ.)The board would like to place on record their thanks to Chris for his considerable efforts during the club's transition from Championship to Premier League football. Chris has shown exceptional character and commitment since being appointed manager in October 2009. The club wishes him well for the future. Regrettably the board now feels that an individual with more managerial experience is needed to take the club forward.
— Официальный сайт «Ньюкасл Юнайтед»
Увольнение Криса Хьютона вызвало недоумение футбольной общественности и дало «Джорди» повод для новый волны протестов. «Крис Хьютон принёс „Ньюкаслу“ гордость, стабильность и достойное место в Премьер-лиге — не стоит удивляться, что его наградой от владельца Майка Эшли стало увольнение», — Фил Макналти, главный автор «Би-би-си — Спорт».

#### Назначение Алана Пардью
После отставки Хьютона исполняющим обязанности главного тренера стал бывший нападающий «Сорок» Питер Бирдсли, а его ассистентом — Стивен Стоун. До этого оба работали в резервной команде «Ньюкасла».
Спустя три дня их сменил Алан Пардью, экс-наставник «Саутгемптона», «Чарльтон Атлетик», «Вест Хэм Юнайтед» и «Рединга». Контракт со специалистом был рассчитан на пять с половиной лет.
Его дебют в новой должности пришёлся на домашний матч с «Ливерпулем», который «Сороки» выиграли со счётом 3:1.
Второй матч под руководством Пардью «Ньюкасл» проиграл: 1:3 — от «Манчестер Сити».
Далее последовало ещё одно поражение — от «Тоттенхэм Хотспур» со счётом 0:2.
2011 год «Сороки» начали с победы над «Уиган Атлетик» 1:0 и разгрома «молотобойцев» (5:0 — хет-трик на счету Леона Беста).
8 января «Ньюкасл» вышел на матч Кубка Англии против «Стивениджа» из четвёртого дивизиона и сенсационно уступил 1:3.
В 23-м туре «Чёрно-белые» встречались с «Сандерлендом». В начале второго тайма Кевин Нолан открыл счёт, но на четвёртой добавленной минуте новобранец «Мэкемс», Асамоа Гьян свёл матч к ничьей.
В следующей игре против «Шпор» повторился сценарий прошлого матча: в дебюте вторых 45 минут Колоччини вывел «Ньюкасл» вперёд, однако под занавес встречи «Тоттенхэм» отыгрался.
В период зимнего межсезонья «Ньюкасл» покинул лидер их атаки — 22-летний Энди Кэрролл. Это случилось в считанные часы до закрытия трансферного окна, когда клуб согласился принять условия «Ливерпуля», повысившего изначальное предложение в £25 млн ещё на десять миллионов. При этом Алан Пардью был против ухода ключевого игрока нападения (Кэрролл забил 11 мячей в 19 матчах Премьер-лиги), но Майк Эшли и Дерек Лламбиас «попытались привнести в клуб реализм в финансовых делах». Тем не менее, это решение вновь подверглось критике болельщиков и футболистов, тогда как сам игрок заявил, что его силой вынудили уйти из-за денег и что когда он до этого подписывал 5-летний контракт с «Ньюкаслом», то очень гордился этим.
Без приобретений «Ньюкасл» также не остался. В аренду, несмотря на травму, был взят полузащитник Стивен Айрленд, а позднее, 10 февраля, на смену ушедшему Кэрроллу был приобретён финский нападающий Шефки Кучи.
В 25-м туре «Сороки» уступили «Фулхэму», единственный гол забил бывший игрок «Джорди», Дэмьен Дафф.
5 февраля на «Сент-Джеймс Парк» «Чёрно-белые» провели одну из самых запоминающихся игр последних лет. Уступая после первого тайма «Арсеналу» 0:4, «Сороки» неожиданно нашли в себе силы отыграться и были близки к тому, чтобы нанести «Канонирам» второе поражение в чемпионате. Дважды ворота соперника с пенальти поразил Джои Бартон, также по голу провели Леон Бест и Шейк Тьоте.
Следующая игра с «Блэкберн Роверс» завершилась нулевой ничьей.
В перенесённом матче 18-го тура «Ньюкасл» одолел «Бирмингем Сити» — 2:0 (двумя голевыми передачами отметился Хонас Гутьеррес).
Окончание сезона «Сороки» провели неудачно. В 11-ти играх было одержано 2 победы, в то время как четыре матча были проиграны, причём два из них завершились разгромом (со «Сток Сити» — 4:0
и «Ливерпулем» — 3:0).
Остальные матчи были сыграны вничью, из них стоит отметить нулевую ничью с будущим чемпионом — «Манчестер Юнайтед»,
а также боевую ничью 2:2 в предпоследнем туре с серебряным призёром чемпионата — «Челси».
Сыграв вничью 3:3 в последнем туре чемпионата с «Вест Бромвич Альбион»,
«Ньюкасл» занял 12-е место, набрав в общей сложности 46 очков.

#### Переговоры о смене владельца
В январе 2020 года в СМИ появилась информация о возможной продаже клуба за 340 млн фунтов суверенному фонду благосостояния Саудовской Аравии. Сама сделка должна была пройти через отдельно созданную компанию PZ Newco Ltd дубайского финансиста Аманды Стейвли, надеявшейся получить 10 % акций клуба. В конце июля 2020 года саудиты вышли из сделки.

#### Смена владельца
В октябре 2021 года Суверенный фонд Саудовской Аравии купил клуб за 300 млн фунтов, он официально завершил приобретение 100 % акций «Ньюкасла» у Майка Эшли. The Guardian утверждает на основе слитой переписки Аманды Стайлви, что сделку одобрял сам наследный принц Саудовской Аравии. 18 октября 2021 года на экстренном заседании премьер-лиги были приняты правила, запрещающие новым владельцам команды заключать выгодные спонсорские сделки во избежание предоставления «Ньюкаслу» дополнительного финансового преимущества (18 команд поддержало запрет, «Манчестер Сити» воздержался, «Ньюкасл» выступил против). Первый матч клуба в эру новых владельцев прошёл 17 октября 2021 года, в котором «сороки» на домашней арене уступили «Тоттенхэму» со счётом 2:3. 20 октября клуб выступил с официальным объявлением о разрыве соглашения с тренером Стивом Брюсом по взаимному соглашению сторон.

## Символика

### Эмблема

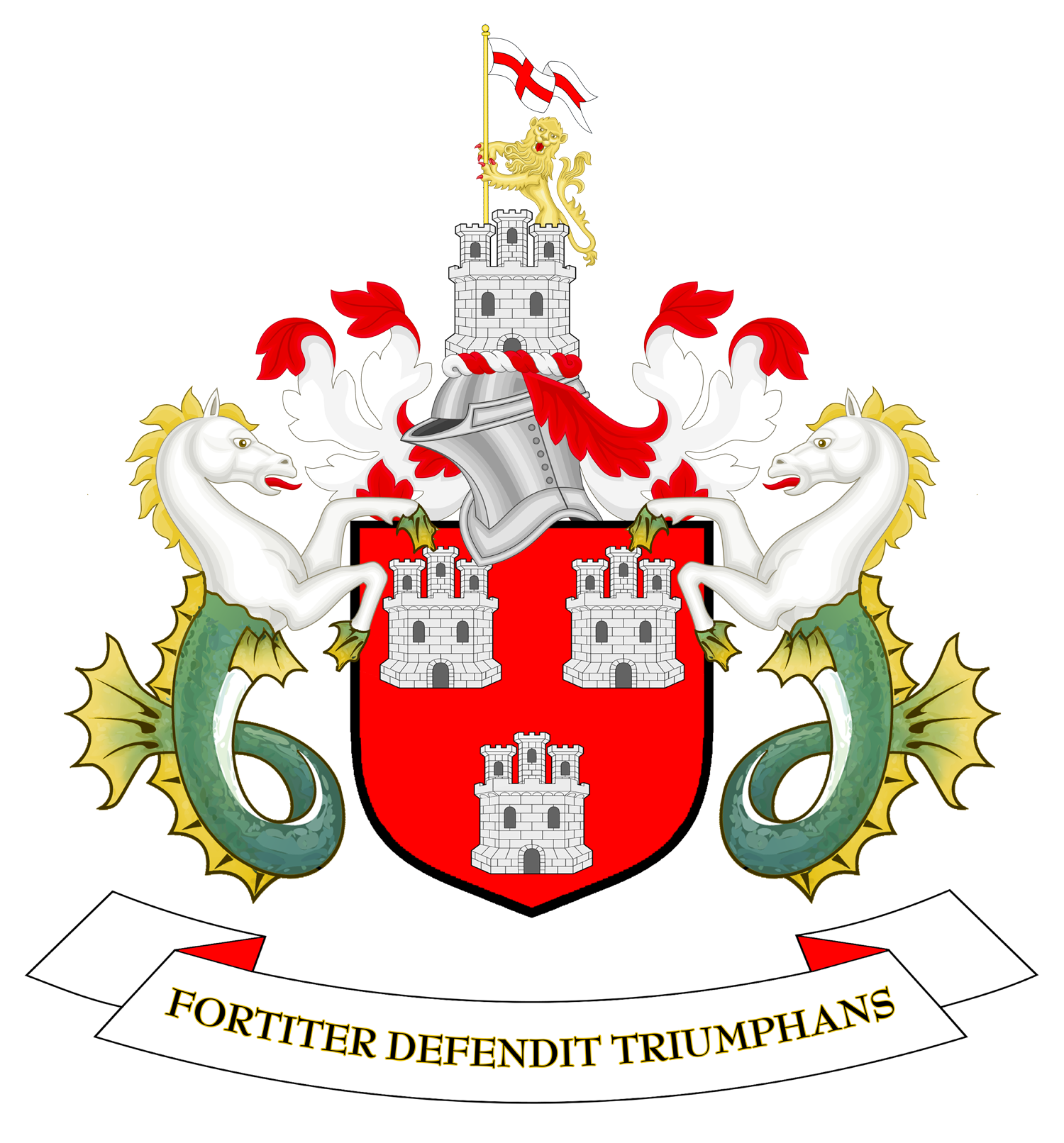
Герб Ньюкасла-апон-Тайна, который лёг в основу текущей клубной эмблемы и заменял её с 1920 по 1976 год

Текущая эмблема «Ньюкасл Юнайтед» была впервые использована в сезоне 1988/89. Её дизайн основан на гербе города, который находился в обращении ещё с XIV века и был официально принят в 1954 году. Как на гербе Ньюкасла, так и на эмблеме местного клуба изображены два гиппокампуса, которые «отражают сильную взаимосвязь Тайнсайда с морем». В оригинальном гербе города «мифические морские коньки» также выступают как хранители замка Ньюкасла. Мотив этого замка нашёл отражение и в эмблеме «Сорок» — в виде башни, которая символизирует самый ранний период в истории города. Золотой лев на вершине этой башни также присутствует на обоих геральдических знаках. Но если на гербе Ньюкасла лев держит вымпел с крестом Святого Георгия на традиционном белом фоне, то для эмблемы футбольного клуба этот фон был трансформирован в лазурный. Полное изменение претерпел и щит — центральный элемент эмблемы, чьё первоначальное наполнение заменили чёрно-белые полосы с домашней формы «Ньюкасла».
В качестве первой эмблемы, которую когда-либо использовал клуб, выступил тот же герб Ньюкасл-апон-Тайна: он появился на футболках в финале Кубка Англии 1920 года, а также на нескольких играх Лиги в следующем сезоне. Продолжая возникать на всех кубковых финалах, герб больше не использовался во внутреннем первенстве вплоть до 1969 года, когда в несколько изменённом виде стал неотъемлемым атрибутом формы «Ньюкасла».
В сезоне 1976/77 общественности был представлен новый, не производный логотип: в круг, обрамлённый надписью с полным названием команды, поместили сороку, стоящую на волнах реки Тайн перед городским замком. Этот логотип просуществовал до 1983 года, когда его заменил более простой вариант из аббревиатуры названия. А с 1988-го «Ньюкасл» уже начал использовать свою текущую эмблему. Её альтернативная версия, окрашенная в золотой цвет, была продемонстрирована во время презентации клубной формы на сезон 2011/12. С апреля 1998 года логотип «Ньюкасл Юнайтед» также является зарегистрированной торговой маркой, что позволяет использовать его на всех сопутствующих товарах.

### Форма и цвета

#### Основная форма и чёрно-белая расцветка
Бо́льшую часть истории, «Ньюкасл Юнайтед» играл в чёрно-белых полосатых футболках, чёрных шортах и чёрных гетрах. Решение перейти к подобной форме было принято ещё 2 августа 1894 года на собрании правления клуба. До этого «Ньюкасл» выступал в форме, которая включала красные футболки, белые шорты и красные гетры — наследие «Ньюкасл Ист-Энда». Комплект изменился на знакомый чёрно-белый из-за того, что множество клубов (включая «Ливерпуль» и «Арсенал») уже использовали подобную расцветку.
Существует несколько теорий, объясняющих выбор чёрно-белой полосатой формы, которая является одним из символов клуба уже более 100 лет. По одной из самых распространённых теорий, на этот выбор повлиял яркий сторонник «Ньюкасла», отец Далматиус Хутманн (англ. Dalmatius Houtmann) из городского монастыря Блэкфрайарс (англ. Blackfriars monastery). Монастырь находился поблизости с «Сент-Джеймс Парком», и священнослужителя-голландца часто видели с игроками «Ньюкасла»: облачённый в традиционное чёрно-белое одеяние, он, вероятно, и послужил причиной принятия такой формы.
Второе предположение отсылает к истории и, в частности, к Английской революции, связывая чёрно-белые цвета с именем Уильяма Кавендиша, 1-го герцога Ньюкасл-апон-Тайна. Поскольку его влияние в Тайнсайде и Нортумберленде было очень значительным, герб Кавендишей с головами трёх белых оленей на чёрном фоне знали по всему Северо-Западу. Когда началась революция, Уильям Кавендиш, будучи роялистом, организовал в Тайнсайде добровольческую армию, которая получила название «Белые кафтаны Ньюкасла» (англ. «Newcastle Whitecoats») и стала, «возможно, лучшим пешим полком, поднятым на войну». «Их белые рубашки, чёрные штаны и шляпы вместе с чёрными кожаными ботинками, ремнями и сумками являлись частью этого. Они, должно быть, действительно были похожи на самую первую „Армию горожан“», — отмечает историк клуба Пол Джоанну. Оказывая серьёзное влияние на происходящее в регионе, Кавендиш и «Белые кафтаны» могли оказать не меньшее влияние на принятие чёрно-белой формы «Юнайтед».
Так или иначе, принятая в 1894-м форма практически не поменялась за свою вековую историю: варьировалась толщина полос на футболках; по бокам шорт добавлялись линии; претерпевали изменения гетры, — но существенных перемен не произошло:
| 1892—1894 | 1894—1897 | 1897—1921 | 1921—1972 | 1972—1980 | до 2011 |  |

Представленная эволюция формы «Ньюкасл Юнайтед» носит схематичный, ознакомительный характер и не передаёт все незначительные изменения, которые происходили с ней в период с 1894 по 2011 год. Более подробная информация о форме «Ньюкасла» в разное время представлена на соответствующих страницах истории клуба.
И хотя основной комплект клуба оставался почти неизменным, начиная с 80-х годов на нём можно увидеть абсолютно новый элемент. В сезоне 1980/1981 на чёрно-белых футболках впервые появился логотип спонсора — синяя звезда Newcastle Brown Ale. В настоящий момент на форме команды значится логотип банка Northern Rock, чья штаб-квартира также расположена в Ньюкасле. Три из четырёх компаний, которые выступали спонсорами клуба на протяжении последних 30 лет, — именно местного происхождения.

#### Гостевая и резервная формы
Гостевая форма «Ньюкасла» была непоследовательной — отсутствовали чёткие стандарты дизайна. Клуб очень часто менял гостевые цвета, но обычно игроки выступали в оттенках синего или жёлтого. Жёлтый комплект был особенно распространён в 1970-х и 1980-х годах. Также в разное время «Сороки» примеряли зелёную, серую, чёрную и белую форму. Самый необычный комплект включал бордово-красные футболки и кремовые шорты (сезон 1995/1996) — как дань уважения к форме «Ньюкасл Вест-Энда».
Третья (резервная) форма «Ньюкасла» была так же, как и выездная, непоследовательной. Впервые она появилась в 1969 году и была полностью тёмно-синей. В разные годы комплект имел серую, тёмно-серую и зелёную расцветки. Самый удивительный комплект был в сезоне 1973/1974 и включал в себя жёлтую футболку с зелёным воротником и зелёными манжетами, голубые шорты, по бокам которых проходила белая линия, и белые гетры. Отчасти комплект напоминал форму сборной Бразилии по футболу, которую копировали многие коллективы того времени.

### Талисман
Официальным талисманом «Ньюкасл Юнайтед» является Сорока Монти (англ. Monty the Magpie). При этом большая чёрная сорока с голубыми глазами, одетая в традиционную форму команды, не просто развлекает зрителей на трибунах, но и часто передаёт их настроения широкой общественности. Так, в сентябре 2008 года в прессе появилась фотография Монти, держащего плакат с надписью «Больше никаких денег джорди для Эшли». В день, когда была сделана фотография, также прошли многочисленные протесты против владельца клуба, который спровоцировал увольнение с тренерского поста Кевина Кигана. По словам болельщиков, «изображение имело такое же значение, как и тысячи плакатов, баннеров и футболок против Эшли и Уайза, демонстрировавшиеся на „Сент-Джеймс Парк“ в течение недели»; «это выглядело так, словно даже талисман повернулся против правления». И хотя руководство «Ньюкасла» объявило фотографию подделкой, независимая экспертиза признала её подлинность.
5 октября 2009 года Сорока Монти был похищен неизвестными в чёрных масках и зелёных спортивных костюмах. Монти сидел на автобусной остановке, когда увидел лежащее на тротуаре ожерелье. Он хотел взять его, но ожерелье начало отдаляться, заведя Монти за угол, где уже находился фургон со злоумышленниками. Накинув на голову Монти мешок, они бросили жертву в салон и быстро удалились. Вскоре после этого защитник «Ньюкасла» Стивен Тейлор обратился к «Джорди» со словами: «Нам нужна Ваша помощь. Сорока Монти украден и удерживается за выкуп. Мы не можем играть без него». Между тем в Интернете появилась ещё одна видеозапись, на которой был запечатлён связанный Монти и множество чучел птиц как иллюстрация его будущего. Выяснилось, что данная акция спланирована организацией Special Olympics в Великобритании. Её целью было столь неординарным образом «собрать как можно больше денег, чтобы помочь таким людям с ограниченными возможностями, как они, тренироваться, соревноваться и реализовывать свои мечты в спорте». Помимо талисмана «Ньюкасла» в акции участвовали талисманы «Челси» и «Манчестер Юнайтед».

## Стадион

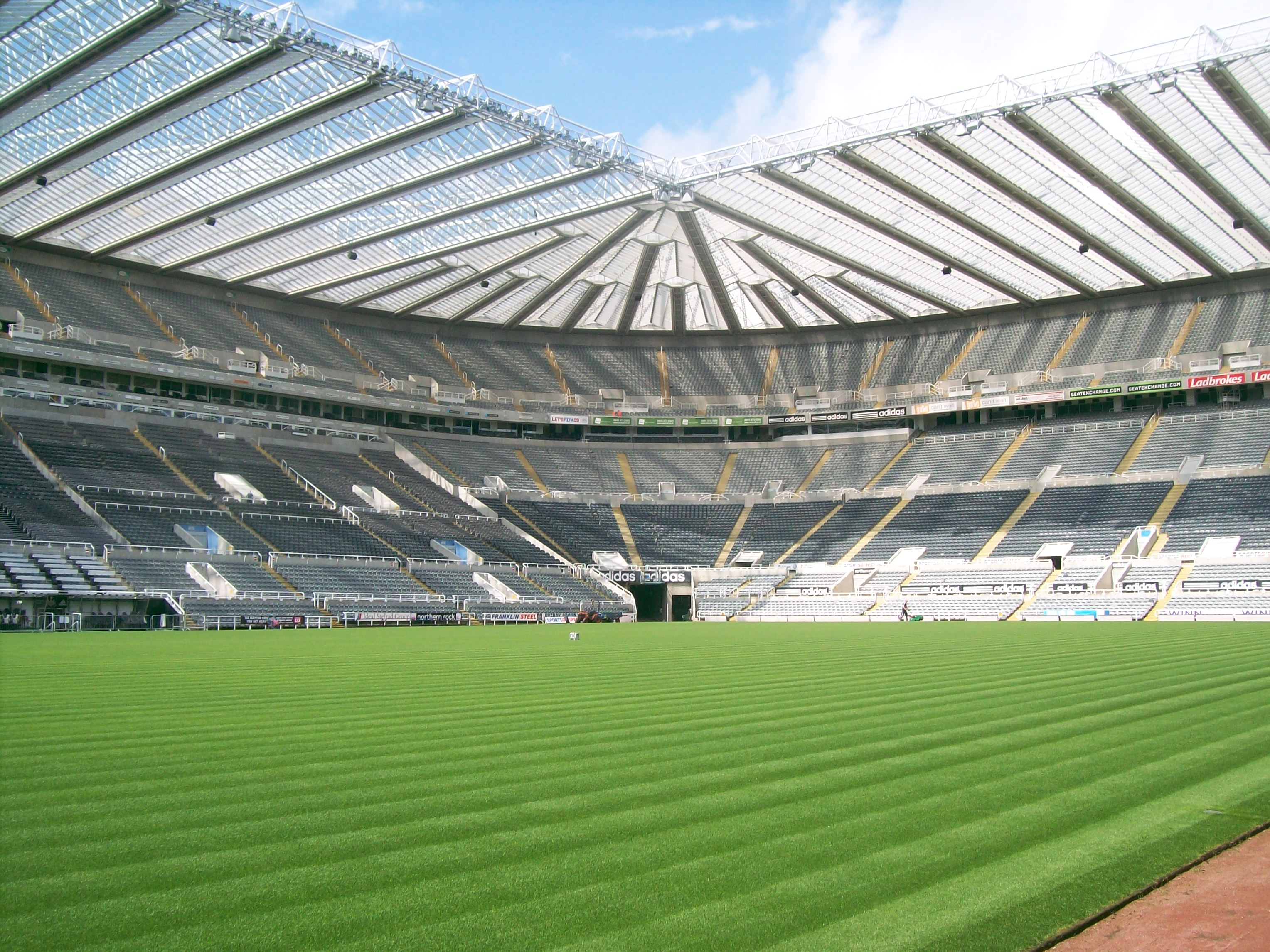
«Сент-Джеймс Парк» сегодня — четвёртая по вместимости футбольная арена Англии

Стадионом «Ньюкасл Юнайтед» является «Сент-Джеймс Парк» (англ. St James' Park). «Сороки» проводят свои домашние матчи на этой арене с 1892 года — то есть, с момента основания клуба (хотя первая игра на «Сент-Джеймс Парк» состоялась двенадцатью годами раньше).
Вплоть до середины 80-х годов XX века стадион почти не менял свой облик, однако после пожара в Брадфорде перемены стали неизбежны. Ввиду финансовых трудностей реконструкция откладывалась ещё несколько лет, пока в 1992 у «Ньюкасла» не появился новый владелец — сэр Джон Холл. Следуя «Докладу Тейлора», опубликованному после другой футбольной трагедии, клуб начал искать варианты для модернизации арены. Одним из них было строительство новой площадки в прилегающем Лизес Парке, но идею отвергли в пользу расширения старого стадиона. По завершении всех работ в 2000 году «Сент-Джеймс Парк» стал одним из самых вместительных стадионов Англии с возможностью принимать 52 387 зрителей.

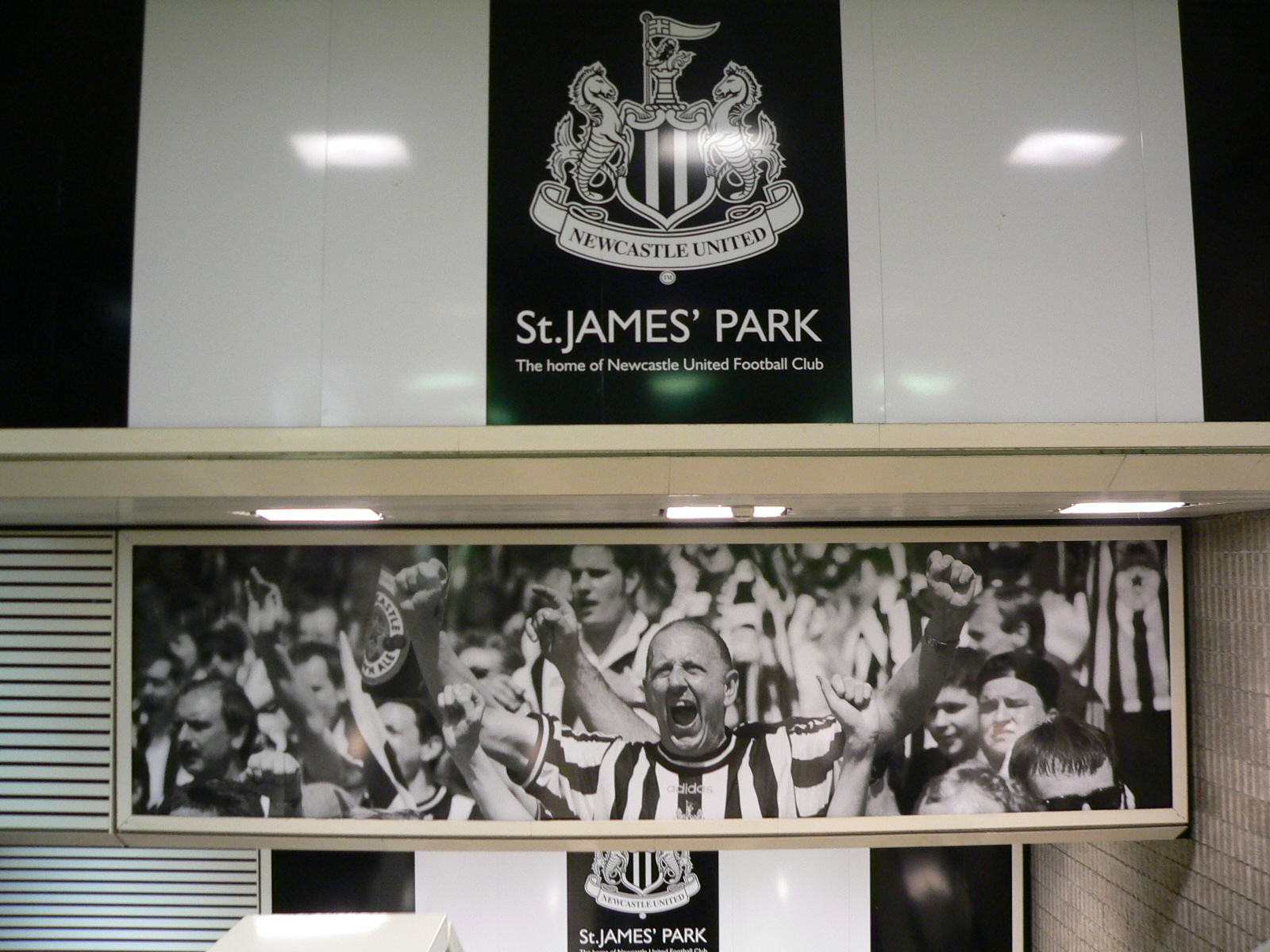
Внутри станции метро «Сент-Джеймс Парк» (Тайн-уирский метрополитен)

Сегодня две трибуны «Сент-Джеймс Парк», «Трибуна сэра Джона Холла» и «Трибуна Милберна», имеют по два яруса и укреплены консолями, в то время как Восточная трибуна и «Гэллоугейт Энд» — одноярусные и примерно вдвое ниже. Поэтому с определённых ракурсов стадион выглядит наклонённым. «Лизес Энд» была традиционным местом дислокации самых громких фанатов, пока её не разобрали и не построили на этом месте меньшую по габаритам террасу без крыши («поющая секция» была перенесена на «Гэллоугейт Энд»). В последние годы фанатская группировка «Тун Ультрас» начала собираться на седьмом уровне «Трибуны сэра Джона Холла» в попытках «Вернуть Шум», который был утрачен после расширения стадиона и, как следствие, разобщения болельщиков на арене.
В апреле 2007 года было объявлено, что клуб планирует вложить в стадион ещё £300 миллионов, благодаря которым его вместительность увеличится минимум до 60 000 зрителей. Однако Совет, владеющий землёй, на которой построен «Сент-Джеймс Парк», отклонил планы по расширению, как и возможность переезда на альтернативный участок. Так или иначе, но после поглощения «Ньюкасла» Майком Эшли эти планы были забыты.
Вслед за второй неудачной попыткой найти нового покупателя Эшли заявил о продаже прав на название стадиона. После ряда протестов последовало уточнение, что историческое название утеряно не будет, и в конце концов к нему была добавлена спонсорская приставка «sportsdirect.com @», хотя джорди (вместе со СМИ) продолжают её игнорировать.

## Болельщики

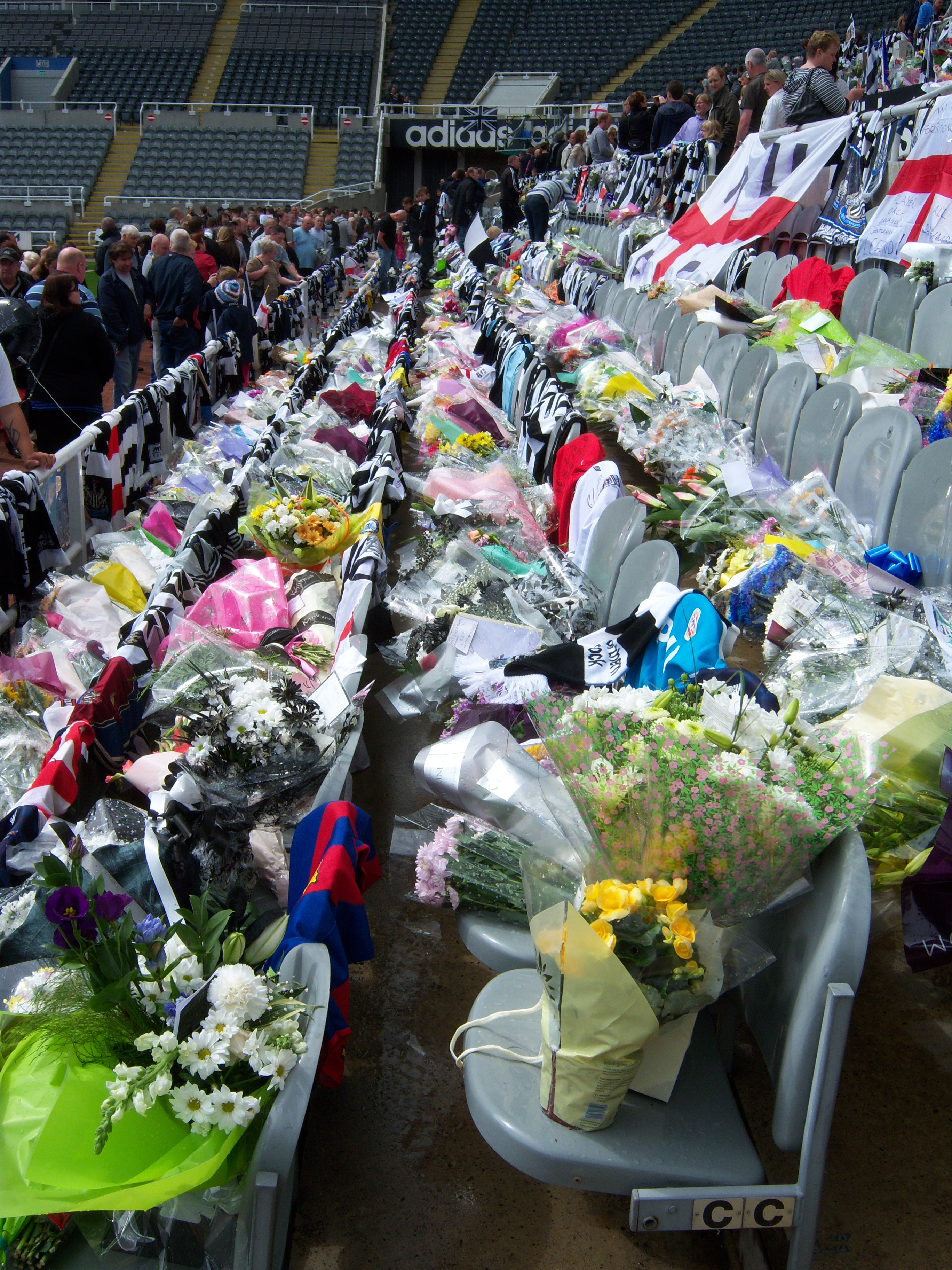
Болельщики почтили память сэра Бобби Робсона на следующий день после его смерти

Болельщики «Ньюкасл Юнайтед» имеют ряд устоявшихся прозвищ. Первое — «Тун Ами» (англ. «Toon Army»; рус. «Армия горожан») — отсылает к слову «the toon», которое является эквивалентом диалекта Тайнсайда английскому «the town», «город». Другое прозвище фанатов команды (как и самой команды) — «Сороки» (англ. The Magpies»); оно происходит, в первую очередь, от основной формы клуба, чьи «чёрные и белые полосы носят как символ почтения». В-третьих, болельщиков «Ньюкасла» называют «Джорди» (англ. Geordie) — как и всех, кто проживает в городе на Тайне.
В 2007 году компания Virgin Money опубликовала сравнение команд с позиции их болельщиков, которые купили сезонные абонементы или совершали другие платежи для посещения матчей. По этому показателю фанаты «Ньюкасла» были признаны самыми верными своему клубу. Обзор 2004 года от Cooperative Financial Service показал, что «Ньюкасл» также возглавляет Лигу по расходам болельщиков, проживающих в родном для клуба городе и посетивших каждый выездной матч своей команды в Премьер-лиге. Причём это касалось затрат на проезд и на машине, и на поезде, и на автобусе. Общая дистанция, преодолённая «Джорди», равнялась кругосветному путешествию.
Поклонники «Ньюкасла» издают ряд фэнзинов; наиболее известными из них являются «Истинная вера» и «Журнал», двести пятидесятый номер которого вышел осенью 2010 года.
16 сентября 2007 года «Истинная вера», «Журнал», а также сайт фанатов NUFC.com организовали новый автономный «Трест болельщиков „Ньюкасл Юнайтед“», который должен был обеспечить им право голоса во время открытого конфликта с администрацией клуба. Другая группа, «Ассоциация независимых болельщиков „Ньюкасл Юнайтед“» (англ. Newcastle United Independent Supporters Association), выступала «рупором» фанатов во всех противоречивых ситуация начиная с 2002 года.
В феврале 2011 года руководство объявило, что места постоянных участников «поющей секции» на 7-м уровне «Сент-Джеймс Парк» должны быть отданы тем, кто приходит на игры семьями. Эта инициатива встретила одобрение последних, но наиболее активные болельщики заявили, что Майка Эшли просто не устраивают громкие песни, доносящиеся с «Лизес Энд».
Песни «Джорди» имеют по-настоящему давнюю историю, наиболее известные из них, «Гонки Блэйдона» и «Возвращаюсь домой, Ньюкасл» (англ. «Comin′ Home Newcastle»), восходят к традиционным музыкальным мотивам Тайнсайда. Также во время матчей «Ньюкасла» можно услышать песню-призыв «Howay the Lads» (англ. «Come on, Blokes»; рус. «Вперёд, парни»).

### «Ньюкасл Гремлинс»
«Ньюкасл Гремлинс» — футбольная фирма, выступающая в поддержку «Юнайтед». За время своего существования была отмечена в серьёзных конфликтах с другими группировками и полицией.
В марте 2002 года произошло столкновение «Гремлинов» с оппонентами из «Сандерленда», что было описано как «одно из худших околофутбольных столкновений, которые видело Соединённое Королевство». В результате лидеры фирм получили по четыре года тюремного заключения. Также были осуждены ещё двадцать восемь участников драки.
История повторилась 2 апреля 2003 года, перед матчем квалификационного раунда Чемпионата Европы против Турции. Тогда за нарушение правопорядка и нападения на полицейских было задержано 95 человек с обеих сторон.
9 января 2005 года, после матча на Кубок Англии, «Гремлины» попытались организовать «встречу» с болельщиками «Ковентри Сити». Им это им не удалось, и тогда несколько представителей фирмы напали на группу фанатов «небесно-голубых», которые находились в одном из пабов Ньюкасла. Результатом инцидента стало последующее задержание семи участников «Ньюкасл Гремлинс».

### Соперничество с другими клубами
Принципиальным соперником «Ньюкасл Юнайтед» является «Сандерленд». Противостояние между двумя городами — Ньюкасл-апон-Тайном и Сандерлендом, расположенными на северо-востоке Англии, — насчитывает века, а само дерби клубов — 113 лет.
Конфликт Ньюкасла и Сандерленда начинается в XVII веке, во времена гражданской войны, шедшей между роялистами (сторонниками короля Карла I) и парламентариями. Ньюкасл был оплотом сторонников королевской власти, а Сандерленд — парламентариев, что привело к объяснимой вражде между городами. Позже Ньюкасл и Сандерленд стали соперничать в годы промышленной революции, являясь жёсткими конкурентами в отраслях судостроения и добычи угля. В постиндустриальную эпоху враждебность между Ньюкаслом и Сандерлендом не прекратилась — её лишь усилили новые социально-политические обстоятельства. Таким образом, имея под собой серьёзный исторический фундамент, противостояние двух футбольных клубов из Тайнсайда стало одним из наиболее закономерных и непримиримых в игре.
Первый матч между «Сороками» и «Мэкемс» прошёл в 1898 году в чемпионате Англии на стадионе «Рокер Парк». «Ньюкасл» выиграл со счётом 3:2, тем самым положив начало Тайн-Уирскому дерби.
В первой домашней и второй в истории игре против «Котов» «Ньюкасл» потерпел поражение со счётом 0:1.
Всего команды сыграли между собой 145 игр: в 52-х победили «Джорди», в 47 была зафиксирована ничья, а ещё в 46 встречах «Ньюкасл» проиграл. Самую сокрушительную победу в дерби одержал «Сандерленд»: в 1908 году он на выезде обыграл «Ньюкасл» 9:1.
Последняя крупная победа (с разницей в четыре и более мячей) датирована 2010 годом: 31 октября на «Сент-Джеймс Парк» «Чёрно-белые» победили со счётом 5:1.
«Ньюкасл Юнайтед» также соперничает с клубом «Мидлсбро» — матчи между этими командами называют Тайн-Тисское дерби. Первая игра между «Сороками» и «Боро» состоялась 1 октября 1892 года и завершилась победой «Ньюкасла» со счётом 3:1.
За всю 119-летнюю историю Тайн-Тисского дерби был сыгран 131 матч: в 52-х «Джорди» праздновали победу, а в 41-м победа оставалась за «Мидлсбро». В настоящее время многие фанаты «Ньюкасла» и «Сандерленда» не считают игры против «Боро» столь принципиальными.

## Социальная ответственность
Летом 2008 года «Ньюкасл Юнайтед» основал независимую благотворительную организацию «Ньюкасл Юнайтед Фаундейшн» (англ. «Newcastle United Foundation»). Её миссия — «использовать местную страсть к футболу, чтобы способствовать обучению и пропаганде здорового образа жизни, которые привнесут видимые изменения в жизни обездоленных детей, молодых людей и семей в нашем регионе».
— Содействовать активному и здоровому образу жизни, особенно среди неблагополучного населения.

— Вдохновлять детей учиться и помогать молодым людям реализовывать свой потенциал.

— Привлечь молодёжь к конструктивной деятельности, которая создаст безопасные, сильные общины.

— Поощрять равенство и дорожить разнообразием.
Как отмечает Алан Пардью, «Фонд осуществляет невероятное количество хороших работ от имени клуба и имеет неоценимое значение в укреплении связей между „Ньюкасл Юнайтед“ и нашим местным сообществом... Помимо курсов с футбольными тренерами, которые они запустили, давая молодёжи наилучший из возможных стартов в игре, они осуществляют великолепную работу в таких направлениях, как здоровое питание и фитнесс, что выделяет наш регион в очень хорошем смысле». По словам Кейта Брэдли, главы Фонда, «мы всё ещё относительно молодая благотворительная организация, но мы чувствуем, что достигли многого за короткий промежуток времени».
В 2010 году «Ньюкасл Юнайтед Фаундейшн» провёл занятия с более чем 5.000 школьников начальных классов. Также при содействии правительственных фондов Великобритании была открыта региональная образовательная программа «Семейный футбол»; собрано £172.728 для реализации трёхгодичной инициативы по поддержке футболом людей с инвалидностью.

## Текущий состав
| №  |            | Поз. | Имя                           | Год рождения |
| -- | ---------- | ---- | ----------------------------- | ------------ |
| 1  | Словакия   | Вр   | Мартин Дубравка               | 1989         |
| 2  | Англия     | Защ  | Киран Триппьер (вице-капитан) | 1990         |
| 4  | Нидерланды | Защ  | Свен Ботман                   | 2000         |
| 5  | Швейцария  | Защ  | Фабиан Шер                    | 1991         |
| 6  | Англия     | Защ  | Джамал Ласселлс (капитан)     | 1993         |
| 7  | Бразилия   | ПЗ   | Жоэлинтон                     | 1996         |
| 8  | Италия     | ПЗ   | Сандро Тонали                 | 2000         |
| 9  | Англия     | Нап  | Каллум Уилсон                 | 1992         |
| 10 | Англия     | Нап  | Энтони Гордон                 | 2001         |
| 11 | Англия     | Нап  | Харви Барнс                   | 1997         |
| 13 | Англия     | Защ  | Мэтт Таргетт                  | 1995         |
| 14 | Швеция     | Нап  | Александер Исак               | 1999         |
| 17 | Швеция     | Защ  | Эмиль Крафт                   | 1994         |

| №  |          | Поз. | Имя                 | Год рождения |
| -- | -------- | ---- | ------------------- | ------------ |
| 18 | Дания    | Нап  | Уильям Осула        | 2003         |
| 19 | Греция   | Вр   | Одиссеас Влаходимос | 1994         |
| 20 | Англия   | Защ  | Луис Холл           | 2004         |
| 21 | Англия   | Защ  | Тино Ливраменто     | 2002         |
| 22 | Англия   | Вр   | Ник Поуп            | 1992         |
| 23 | Англия   | ПЗ   | Джейкоб Мерфи       | 1995         |
| 26 | Англия   | Вр   | Джон Радди          | 1986         |
| 28 | Англия   | ПЗ   | Джо Уиллок          | 1999         |
| 29 | Англия   | Вр   | Марк Гиллеспи       | 1992         |
| 33 | Англия   | Защ  | Дэн Берн            | 1992         |
| 36 | Англия   | ПЗ   | Шон Лонгстафф       | 1997         |
| 39 | Бразилия | ПЗ   | Бруно Гимарайнс     | 1997         |
| 67 | Англия   | ПЗ   | Луис Майли          | 2006         |

### Игроки в аренде
| \| № \| \| Поз. \| Имя \| Год рождения \| \| -- \| \| ---- \| -------------------------------------------------------- \| ------------ \| \| 30 \| \| Защ \| Харрисон Эшби (в «Куинз Парк Рейнджерс» до 31 мая 2025) \| 2001 \| \| 37 \| \| Защ \| Алекс Мёрфи[англ.] (в «Болтон Уондерерс» до 31 мая 2025) \| 2002 \| \| 40 \| \| ПЗ \| Джо Уайт (в «Милтон-Кинс Донс» до 31 мая 2025) \| 2002 \| \| 67 \| \| Вр \| Макс Томпсон[англ.] (в «Честерфилде» до 31 мая 2025) \| 2004 \| |           |      |                                                         |              |
| № |           | Поз. | Имя                                                     | Год рождения |
| 30 | Шотландия | Защ  | Харрисон Эшби (в «Куинз Парк Рейнджерс» до 31 мая 2025) | 2001         |
| 37 | Англия    | Защ  | Алекс Мёрфи (в «Болтон Уондерерс» до 31 мая 2025)       | 2002         |
| 40 | Англия    | ПЗ   | Джо Уайт (в «Милтон-Кинс Донс» до 31 мая 2025)          | 2002         |
| 67 | Англия    | Вр   | Макс Томпсон (в «Честерфилде» до 31 мая 2025)           | 2004         |

## Тренерский штаб
| Должность                  | Имя            |
| -------------------------- | -------------- |
| Главный тренер             | Эдди Хау       |
| Ассистент главного тренера | Грэм Джонс     |
| Тренер первой команды      | Стивен Клеменс |
| Главный тренер резервистов | Нил Редферн    |
| Тренер вратарей            | Саймон Смит    |

## Главные тренеры
Ниже представлен список главных тренеров, которые выиграли хотя бы один турнир с «Ньюкасл Юнайтед».
С 1892 по декабрь 1929 года команда управлялась коллегиально специальным комитетом, секретарь которого обладал примерно теми же полномочиями и ролью, как главный тренер в настоящее время. Первым и единственным секретарём был Фрэнк Уотт. Стэн Симор выступал главой комитета директоров в военные и послевоенные годы и выполнял функции тренера.
| Имя                                                                    | Гражданство      | Дата первой игры                                                                   | Дата последней игры                       | Матчи | Победы | Ничьи | Поражения | % побед | Трофеи                                                                                                |
| ---------------------------------------------------------------------- | ---------------- | ---------------------------------------------------------------------------------- | ----------------------------------------- | ----- | ------ | ----- | --------- | ------- | --- |
| Комитет Фрэнк Уотт (секретарь комитета)                                | Англия Шотландия | 10 декабря 1892 7 сентября 1895                                                    | 31 декабря 1929 28 декабря 1929           | 1273  | 585    | 269   | 419       | 45,95   | 4 чемпионских титула Первого дивизиона 2 Кубка Англии 1 Суперкубок Англии 1 Суперкубок шерифа Лондона |
| Энди Каннингем                                                         | Шотландия        | 4 января 1930                                                                      | 30 января 1935                            | 236   | 98     | 43    | 95        | 41,52   | 1 Кубок Англии                                                                                        |
| Стэн Симор (глава комитета директоров) Вступил в должность в 1939 году | Англия           | 1-й период. 25 августа 1945 2-й период. 2 декабря 1950 3-й период. 18 августа 1956 | 7 июня 1947 24 апреля 1954 28 апреля 1958 | 314   | 122    | 68    | 124       | 38,85   | 2 Кубка Англии                                                                                        |
| Дуг Ливингстон                                                         | Шотландия        | 21 августа 1954                                                                    | 21 апреля 1956                            | 99    | 43     | 20    | 36        | 43,43   | 1 Кубок Англии                                                                                        |
| Джо Харви                                                              | Англия           | 18 августа 1962                                                                    | 26 апреля 1975                            | 662   | 257    | 169   | 236       | 38,82   | 1 Кубок ярмарок 1 Англо-итальянский кубок 2 Кубка Тексако                                             |
| Артур Кокс                                                             | Англия           | 13 сентября 1980                                                                   | 12 мая 1984                               | 179   | 76     | 46    | 57        | 42,45   | 1 Кубок Кирин                                                                                         |
| Гленн Редер                                                            | Англия           | 4 февраля 2006                                                                     | 5 мая 2007                                | 73    | 33     | 16    | 24        | 45,2    | 1 Кубок Интертото                                                                                     |

## Достижения
«Мы проклинаем предательство. Мы презираем избыток денег, погоню за новыми контрактами, переходы ещё до того, как успевают высохнуть старые чернила. И мы чувствуем себя оскорблёнными, когда они уходят. Думаем ли мы по-другому о людях, которые остаются; игроках, которые посвящают себя одному клубу? Мы обязаны».
«Так как же вы оцениваете такие вещи? Если вы поклонник “Манчестер Юнайтед”, изо всех сил считающий медали, кубки и персональные награды, то такой список может быть заполнен в пять раз большим числом игроков последних десяти лет. Не говоря уже о 68-м и тому подобном. Последователи „Ньюкасла“ выбирают по-другому».

### Национальные
- Первый дивизион / Премьер-лига[290]
  - Чемпион (4): 1904/05, 1906/07, 1908/09, 1926/27
  - Вице-чемпион (2): 1995/96, 1996/97
- Второй дивизион / Чемпионшип[290]
  - Чемпион (4): 1964/65, 1992/93, 2009/10, 2016/17
  - Вице-чемпион (2): 1897/98, 1947/48
- Кубок Англии
  - Обладатель (6): 1910, 1924, 1932, 1951, 1952, 1955
  - Финалист (7): 1905, 1906, 1908, 1911, 1974, 1998, 1999
- Кубок Английской футбольной лиги
  - Обладатель: 2025
  - Финалист (2): 1976, 2023
- Суперкубок Англии
  - Обладатель: 1909

### Международные
- Кубок ярмарок
  - Обладатель: 1968/69
- Кубок Интертото
  - Обладатель: 2006
  - Финалист: 2001
- Англо-итальянский кубок
  - Обладатель: 1973

### Другие
- Суперкубок шерифа Лондона
  - Обладатель: 1907
- Кубок Тексако
  - Обладатель (2): 1974, 1975
- Кубок Кирин
  - Обладатель: 1983
- Трофей Терезы Эрреры
  - Обладатель: 2010

## Наиболее значимые игроки клуба
Ниже предоставлен список наиболее значимых игроков в истории «Ньюкасл Юнайтед».
Полужирным шрифтом выделены футболисты, которые входят в зал легенд официального сайта «Ньюкасл Юнайтед» Архивная копия от 20 декабря 2012 на Wayback Machine (англ.).
| - 1899—1915 (сезоны в «НЮ») (322 матча) Колин Вейтч - 1902—1911 (242) Питер Макуильям - 1902—1913 (336) Джон Резерфорд - 1904—1923 (433) Билл Маккракен - 1904—1922 (498) Джимми Лоуренс - 1908—1914 (123) Альберт Шепард - 1910—1929 (472) Фрэнк Хадспет - 1920—1929 (266) Стэн Симор - 1925—1930 (174) Хью Галлахер - 1936—1946 (31) Альберт Стаббинс - 1943—1957 (401) Джеки Милберн - 1943—1956 (330) Бобби Ковелл - 1945—1953 (250) Джо Харви - 1946—1956 (351) Фрэнк Бреннан - 1946—1948 (64) Лен Шеклтон - 1949—1963 (433) Альф Макмайкл - 1949—1961 (412) Бобби Митчелл - 1947—1961 (288) Боб Стоко - 1951—1960 (299) Ронни Симпсон - 1953—1962 (273) Лен Уайт - 1952—1957 (121) Вик Кибл - 1953—1961 (273) Джимми Скоулар | - 1962—1971 (244) Поп Робсон - 1963—1974 (359) Бобби Монкур - 1962—1975 (485) Фрэнк Кларк - 1960—1978 (431) Дэвид Крейг - 1966—1975 (385) Вилли Макфол - 1966—1971 (216) Уин Дейвис - 1969—1976 (177) Джимми Смит - 1971—1976 (218) Джон Тюдор - 1971—1976 (254) Малкольм Макдональд - 1971—1975, 1978—1981 (288) Терри Хиббитт - 1971—1973 (38) Тони Грин - 1973—1974, 1982—1984 (165) Терри Макдермотт - 1980—1985 (191) Крис Уоддл - 1982—1992 (336) Джон Андерсон - 1982—1984 (85) Кевин Киган - 1983—1987, 1993—1997 (326) Питер Бирдсли - 1983—1988 (107) Пол Гаскойн | - 1990—1998, 2006—2007 (190) Павел Срничек - 1991—1993 (83) Дэвид Келли - 1992—2002 (381) Роб Ли - 1992—1994 (45) Брайн Килклайн - 1993—1995 (85) Энди Коул - 1993—2015 (190) Стивен Харпер - 1995—1997 (84) Лес Фердинанд - 1995—1997 (76) Давид Жинола - 1996—2006 (406) Алан Ширер - 1997—2009 (463) Шей Гивен - 1998—2004 (284) Гэри Спид - 1998—2007 (314) Нолберто Солано |

## Рекорды

### Командные рекорды

#### Посещаемость
- Наибольшее количество зрителей в домашнем матче за всё время: 68 386 — против «Челси», Первый дивизион, 3 сентября 1930 года
- Наибольшее количество зрителей в домашнем матче в Премьер-лиге: 52 327 — против «Манчестер Юнайтед», 28 августа 2005 года
- Наибольшее количество зрителей в домашнем матче в Чемпионшипе Футбольной лиги: 52 181 — против «Ипсвич Таун», 24 апреля 2010 года
- Самое высокое количество зрителей в сезоне: 56 299, Второй дивизион, сезон 1947/48

#### Победы
- Самая крупная победа за всё время: 13:0 — против «Ньюпорт Каунти», Второй дивизион, 5 октября 1946 года
- Самая крупная победа в Премьер-лиге: 8:0 — против «Шеффилд Уэнсдей», 19 сентября 1999 года
- Самая крупная победа в Кубке Англии: — против «Саутпорта», 1 февраля 1932 года (4 раунд)
- Наиболее длинная победная серия в сезоне: 11 матчей — Первый дивизион Футбольной лиги, с 15 августа 1992 по 24 декабря 1992 года
- Наиболее длинная победная серия в Премьер-лиге: 7 матчей — с 7 мая 1994 по 18 сентября 1994 года

#### Голы и очки
- Наибольшее количество забитых голов в сезоне в национальном первенстве: 98 голов в 42 матчах, Первый дивизион, сезон 1951/52
- Наименьшее количество пропущенных голов в сезоне в национальном первенстве: 33 гола в 34 матчах, Первый дивизион, сезон 1904/05
- Наибольшее количество очков в сезоне в национальном первенстве (2 очка за победу): 57 очков в 42 матчах, Второй дивизион, сезон 1964/65
- Наибольшее количество очков в сезоне в национальном первенстве (3 очка за победу): 102 очка в 46 матчах, Чемпионате Футбольной лиги, сезон 2009/10

### Рекорды игроков

#### Бомбардиры
- Наибольшее количество голов в сезоне во всех соревнованиях: 41 гол — Энди Коул (1993/94)
- Наибольшее количество голов в сезон в национальном первенстве: 36 голов — Хью Галлахер (1926/27)
- Наибольшее количество голов в одном матче: 6 голов — Лен Шеклтон, против «Ньюпорт Каунти», Второй дивизион, 5 октября 1946 года
- Наибольшее количество голов в национальном первенстве: 178 голов — Джеки Милберн, c 1946 по 1957 года
- Наибольшее количество голов в еврокубках: 30 голов в 52 матчах — Алан Ширер
- Самый быстрый гол: на 10 секунде — Алан Ширер, против «Манчестер Сити», Премьер-лига, 18 января 2003 года
- Самый полезный игрок (отношение голы/матчи): Хью Галлахер — 82 % (143 гола в 174 играх), c 1925 по 1930 года

#### Другие рекорды
- Самый молодой игрок основного состава: Стивен Уотсон — 16 лет и 233 дней, против «Вулверхэмптон Уондерерс», Второй дивизион, 10 ноября 1990 года
- Самый молодой игрок основного состава в еврокубках: Энди Кэрролл — 17 лет и 300 дней, против «Палермо», Кубок УЕФА, 2 ноября 2006 года
- Самый возрастной игрок основного состава: Билли Хэмпсон — 44 лет и 225 дней, против «Бирмингем Сити», Первый дивизион, 9 апреля 1927 года

#### Игроки с наибольшим количеством матчей
| №  | Имя            | Период    | Матчи | Голы        |
| -- | -------------- | --------- | ----- | ----------- |
| 1  | Джимми Лоуренс | 1904—1922 | 498   | 0 (вратарь) |
| 2  | Фрэнк Кларк    | 1962—1975 | 485   | 2           |
| 3  | Фрэнк Хадспет  | 1910—1929 | 472   | 37          |
| 4  | Шей Гивен      | 1997—2009 | 463   | 0           |
| 5  | Билл Маккракен | 1904—1923 | 433   | 8           |
| 5  | Альф Макмайкл  | 1949—1963 | 433   | 1           |
| 7  | Дэвид Крейг    | 1960—1978 | 431   | 13          |
| 8  | Бобби Митчелл  | 1949—1961 | 412   | 112         |
| 9  | Алан Ширер     | 1996—2006 | 406   | 206         |
| 10 | Джеки Милберн  | 1943—1957 | 401   | 202         |

Действующий игрок основного состава с наибольшим количеством игр: Шола Амеоби с 302 играми и 71 голами

#### Игроки с наибольшим количеством голов
| №  | Имя                 | Период              | Голы | Матчи | Голов за матч |
| -- | ------------------- | ------------------- | ---- | ----- | ------------- |
| 1  | Алан Ширер          | 1996—2006           | 206  | 406   | 0,507         |
| 2  | Джеки Милберн       | 1943—1957           | 202  | 401   | 0,503         |
| 3  | Лен Уайт            | 1953—1962           | 154  | 273   | 0,564         |
| 4  | Хью Галлахер        | 1925—1930           | 141  | 174   | 0,81          |
| 5  | Малкольм Макдональд | 1971—1976           | 139  | 254   | 0,547         |
| 6  | Питер Бирдсли       | 1983—1987 1993—1997 | 117  | 326   | 0,358         |
| 7  | Томас Макдональд    | 1921—1931           | 113  | 367   | 0,307         |
| 8  | Бобби Митчелл       | 1949—1961           | 112  | 412   | 0,271         |
| 9  | Нил Харрис          | 1920—1926           | 102  | 194   | 0,525         |
| 10 | Брайан «Поп» Робсон | 1962—1971           | 97   | 244   | 0,397         |